# Miniere del Laurio

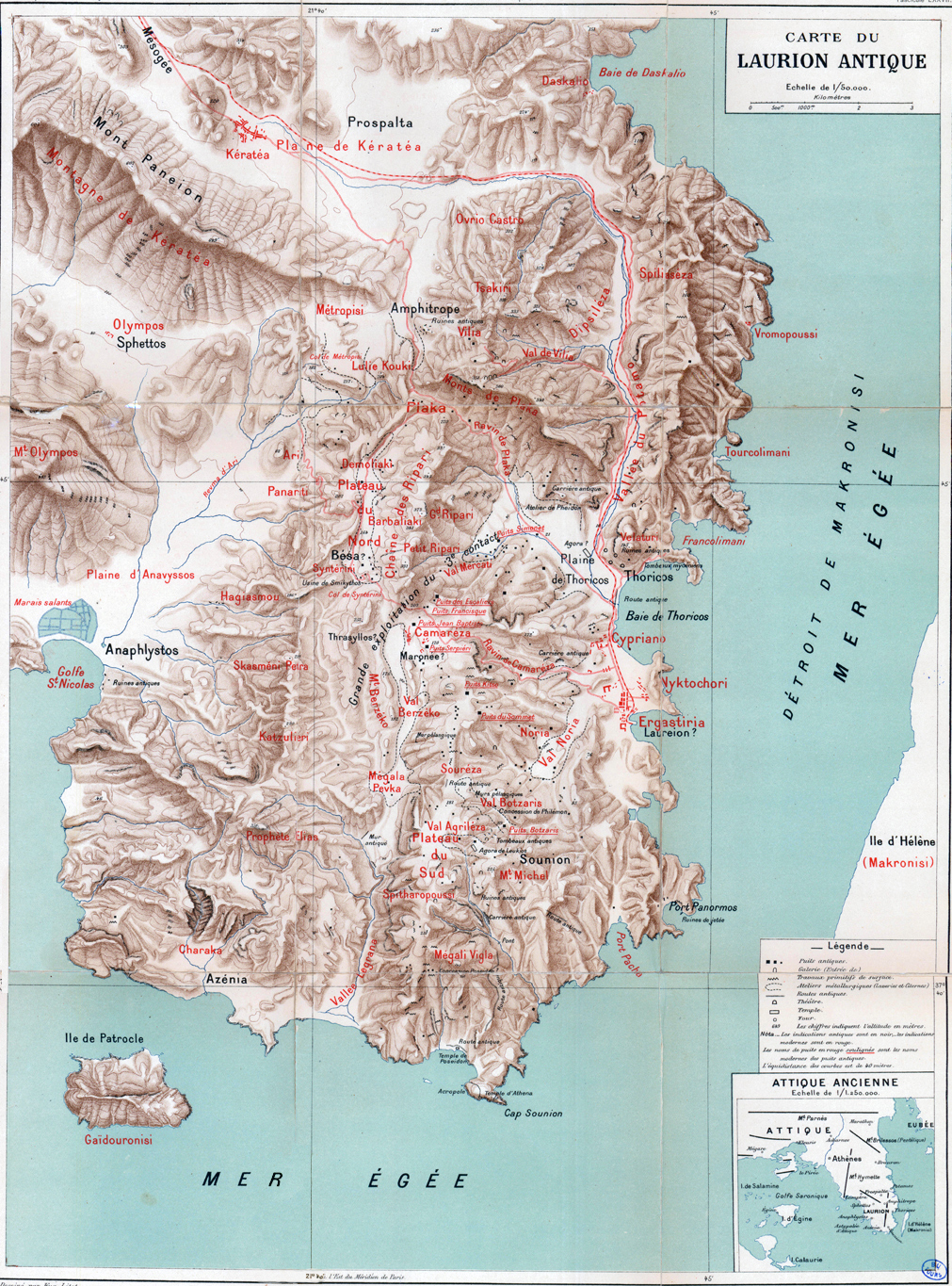
Carta della regione del Laurio nell'antichità

Le miniere del monte Laurio sono delle antiche miniere d'argento situate nella punta meridionale dell'Attica, tra Torico e il capo Sunio, circa 50 km a sud di Atene, in Grecia. Numerose vestigia di queste miniere (pozzi, gallerie e laboratori di superficie) caratterizzano ancora il paesaggio della regione.
In epoca classica, gli Ateniesi impiegarono i più svariati metodi per sfruttare al massimo queste miniere, impiegandovi moltissimi schiavi. Questo contribuì molto alla fortuna della città e fu senza dubbio decisivo per la talassocrazia ateniese nel mar Egeo. Lo sviluppo delle monete ateniesi e la loro funzione di punto di riferimento in tutto il mondo greco a quell'epoca si spiegano con la ricchezza dei depositi del Laurio, prima tappa della storia delle miniere d'argento.
Abbandonate nel I secolo a.C., le miniere furono rimesse in funzione nel 1860 e sfruttate da compagnie francesi e greche fino al 1977.

## Storia dello sfruttamento delle miniere
«Che queste miniere sono state sfruttate sin dall'antichità, è cosa nota a tutti » scrisse Senofonte nel 355 a.C.. In effetti, lo sfruttamento delle miniere del Laurio iniziò dall'antica età del bronzo, visto che le analisi fatte con l'Isotopo del piombo, sugli oggetti di quel tempo, indicano che sono stati realizzati in gran parte con il metallo del Laurio. «L'altra fonte principale era l'isola di Sifanto ». Esistono anche prove di questo sfruttamento risalenti all'inizio della civiltà micenea, (XVI secolo a.C.), poiché è stato trovato a Torico un blocco di litargirio a testimonianza della pratica di coppellazione in quel momento in atto, pratica che continuò da allora poiché sono stati scoperti altri detriti di ossido di piombo a livelli risalenti al periodo protogeometrico (XI secolo a.C.). Lo sfruttamento del giacimento avveniva allora in superficie, e i minerali affioravano a contatto con scisti e calcare.

### Terzo contatto e sviluppo della talassocrazia ateniese nel V secolo a.C.

#### Il giacimento di Maronea e la legge navale di Temistocle (483 a.C.)
Lo sfruttamento delle miniere, più sistematico a partire dalla fine del VI secolo a.C., divenne, nel V secolo a.C. una fonte importante di finanziamento per gli Ateniesi. La città sfruttava in quell'epoca un nuovo ricco giacimento vicino alla città di Maronea, che, a differenza dei due precedenti, non sembra fosse in superficie, ma era nelle profondità del piano interrato ateniese, probabilmente a contatto con scisti e marmo. Questo "terzo contatto" necessitava quindi di un'operazione di estrazione sotterranea che fu molto intensa: esistono più di un migliaio di pozzi e da 120 a 150 km di gallerie datanti dall'epoca classica, e l'area interessata ricopre decine di ettari.

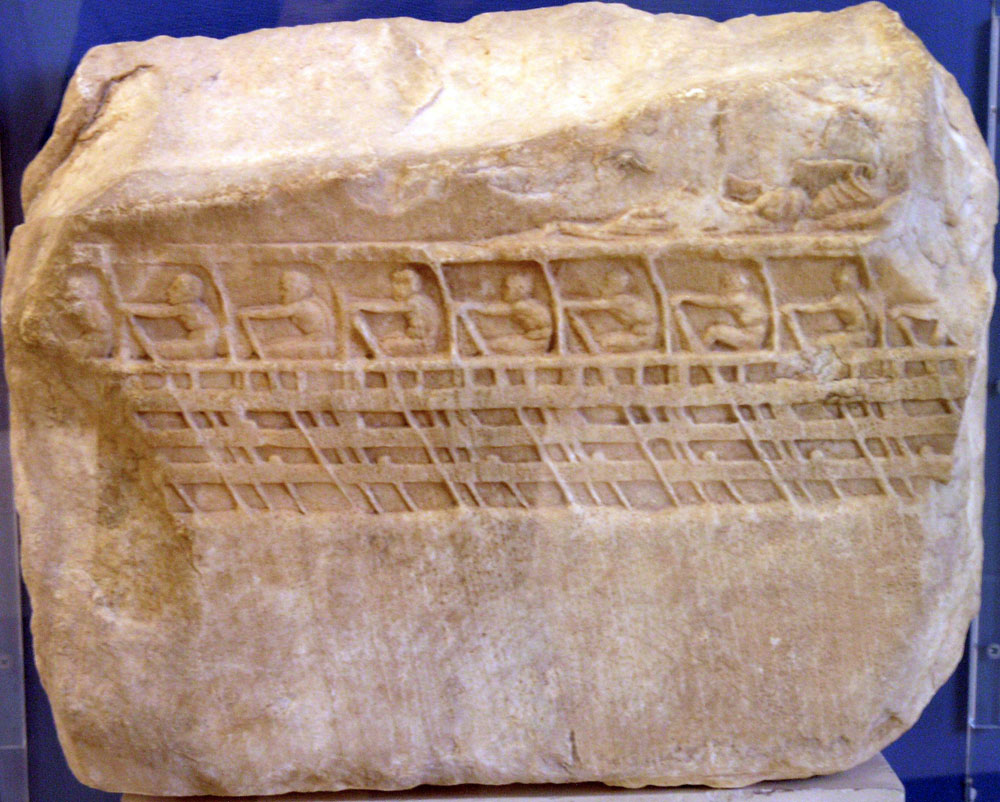
Bassorilievo rappresentante una trireme. «Relief Lenormant», 410-400 a.C., Museo dell'Acropoli, Atene.

Questa nuova scoperta permise allo stato ateniese di disporre, all'epoca della seconda guerra persiana, nel 483 a.C., di un'entrata eccezionale di circa 600 000 dracme, pari a 100 talenti o 2,5 tonnellate di argento), non sappiamo però se fosse il risultato dell'estrazione di uno o più anni. Invece di condividere questo plusvalore tra tutti i cittadini, Temistocle propose di affidare i ricavi della miniera ai più ricchi degli ateniesi, lasciando loro il compito di costruire, in due rate annuali, 200 triremi. Nel 480 a.C., Atene aveva 200 navi, che costituivano la più potente flotta greca. La vittoria di Salamina e, successivamente, la preponderanza dell'impero ateniese nel quadro della lega di Delo erano le conseguenze dirette di questa supremazia.

#### Un giacimento scoperto dopo quarant'anni
Se fu al V secolo a.C. e al IV secolo a.C. che la città di Atene ebbe le entrate più importanti dallo sfruttamento delle miniere del terzo contatto, esse erano note già dall'ultimo quarto del VI secolo a.C. Infatti, tenuto conto dei vincoli di estrazione, non è chiaro come gli ateniesi avrebbero contemporaneamente scoperto il deposito e raccolto 200 talenti nel 483 a.C., come gli storici hanno a lungo sostenuto sulla base di una traduzione errata del passaggio della Costituzione degli Ateniesi di Aristotele in riferimento alle miniere.
In effetti la scoperta è senza dubbio antecedente di qualche decennio alla legge navale di Temistocle, probabilmente intorno al 520 a.C., come confermato dalle analisi sulle monete ateniesi del tempo: infatti, sembra che lo sfruttamento del terzo contatto corrisponda alla nascita di una nuova moneta d'argento ad Atene, le tetradracma a civetta, chiamate anche "civetta lauriotica" nei tempi antichi, confermando il legame tra la presenza di queste miniere e la coniazione di questa moneta ateniese composta esclusivamente di argento delle miniere del Laurio. Questa moneta d'argento, di alta reputazione per la qualità del minerale del Laurio, fu essenziale, nel periodo classico, come moneta per gli scambi internazionali in tutto il Mediterraneo orientale, che senza dubbio contribuì alla preponderanza commerciale ateniese.

#### Guerre persiane e prosperità delle miniere all'epoca della Pentecontaetia

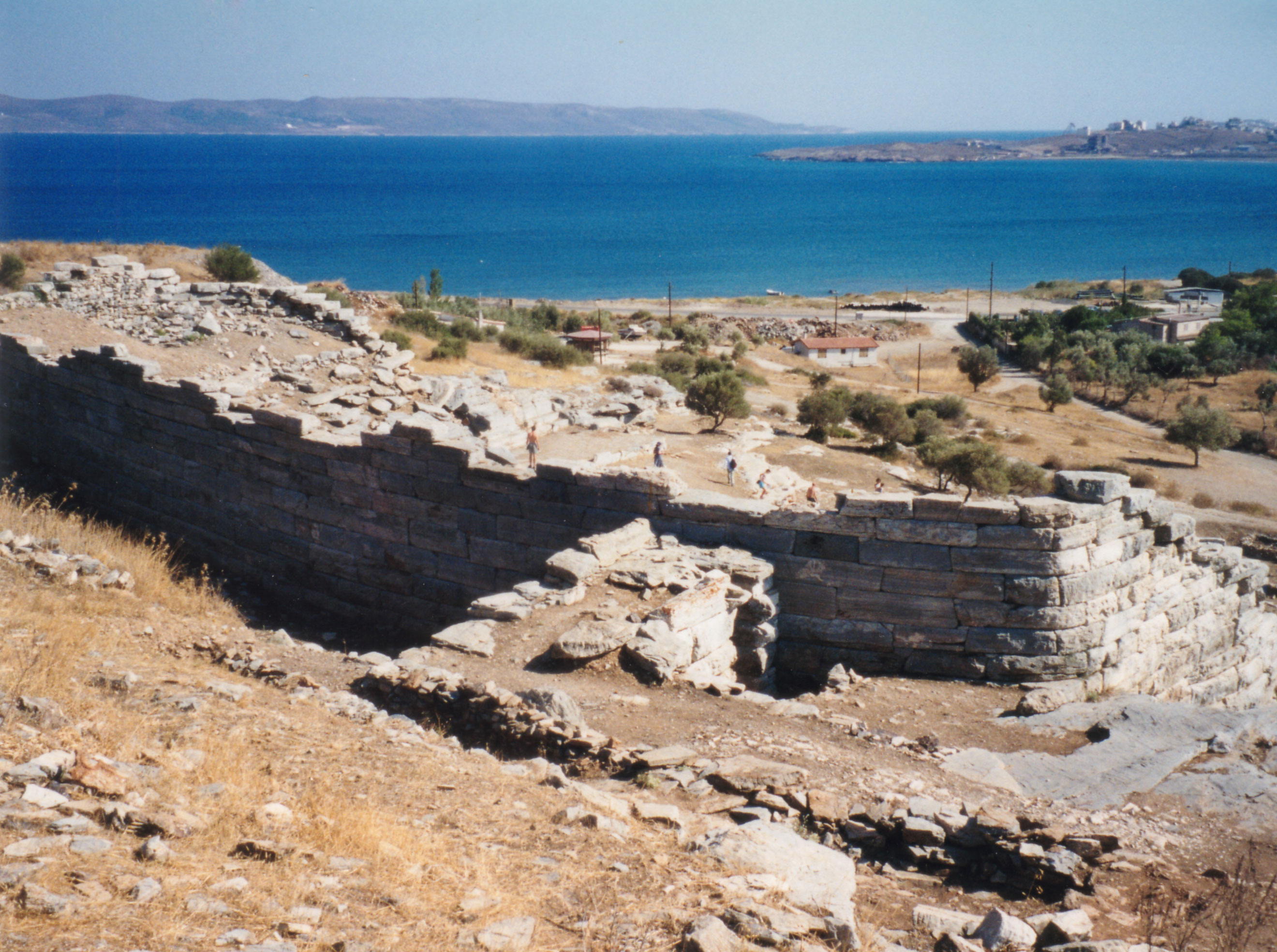
Teatro di Torico nella baia del Laurio.

L'occupazione e distruzione di Atene da parte dei persiani nel 480/479 a.C. colpì lo sviluppo delle miniere: la riduzione dell'estrazione di argento è sottolineata dai numismatici che trovano che "la composizione di tesori orientali - dove le civette arcaiche erano massicciamente presenti - attestano un rallentamento della coniazione di monete [...]; massicce esportazioni di monete ateniesi non riprenderanno prima dell'anno 460 a.C.. »
Il cinquantennio che seguì la fine delle guerre persiane (Pentecontaetia) fu un periodo molto fiorente per Atene e per le miniere del Laurio. In un contesto di sviluppo del commercio dell'Egeo sotto la talassocrazia ateniese, la domanda di argento del Laurio fu molto sostenuta, anche perché la produzione mineraria delle isole di Sifanto e Taso era molto lontana dall'offrire volumi importanti come quelli del terzo contatto di Maronea. Molti elementi indicano la prosperità dell'estrazione in quel periodo. Non è un caso che Senofonte, per evocare un periodo d'oro delle miniere del Laurio, cita alcuni sfruttatori delle miniere di quel tempo (Nicia, Ipponico, Filomonide) e i guadagni provenienti dalle miniere sembrano essere stati così importanti da essere in parte utilizzati per la costruzione di monumenti prestigiosi realizzati ad Atene, tra cui i Propilei. Questa grande attività mineraria apportò anche un importante sviluppo urbano, per esempio a Torico, sulla costa orientale, dove si rileva poi la creazione e/o l'espansione di un'area urbana, o anche un vero e proprio piccolo "polo industriale" con il raggruppamento di un certo numero di opifici e di un teatro di 2700 posti costruito in quel periodo.

#### Guerra del Peloponneso e crollo della produzione
I profitti derivanti dallo sfruttamento delle miniere del Laurio vennero impiegati massicciamente per sostenere la politica imperialista di Atene nel V secolo a.C., vista la volontà di Sparta di metterla in difficoltà fin dall'inizio della guerra del Peloponneso con incursioni in Attica, in particolare nella zona del Laurio, con l'obiettivo di devastare le infrastrutture di produzione, dato che gli Spartani erano coscienti del fatto che "La guerra dipende meno dalle armi e più dall'argento che le rende efficaci".. Ciò avvenne nel 430 a.C. per mano di Archidamo, e poi ancora nel 427 a.C.. Se l'attività mineraria venne probabilmente influenzata dagli effetti delle distruzioni della guerra associati alla ritirata strategia di Pericle dalle Lunghe Mura e dall'abbandono della chora al nemico, i danni non erano irreparabili e la produzione continuò. Inoltre, la pace di Nicia del 421 a.C., evitando ogni nuova invasione per dodici anni, aprì un periodo favorevole per l'economia di Atene (Tucidide sottolinea che la città "aveva ricostruito le sue finanze durante il periodo di pace".) e l'attività mineraria: nel 424 a.C., il mercante di salsicce di I cavalieri di Aristofane prevede di acquisire una concessione mineraria; nel 414 a.C. lo stesso Aristofane, ne Gli uccelli (v. 1106) promette ai giudici che incoroneranno l'opera che "i gufi del Laurio non potranno mai fallire", e nel 355 a.C. Senofonte, esorta i lettori del suo Poroi (IV, 25) a ricordare l'importanza dei proventi delle miniere "prima degli eventi di Decelea".
Questi «eventi di Decelea» in realtà costituirono uno spartiacque nel settore dell'estrazione del Laurio. Nel 413 a.C., gli spartani, su consiglio di Alcibiade, secondo quanto detto da Tucidide, decisero di stabilirsi in modo permanente in Attica, a Decelea per ridurre il reddito del nemico. L'operazione ebbe successo, dal momento che Tucidide ci dice che "gli ateniesi soffrirono molto di questa situazione e le loro attività vennero particolarmente minacciate da enormi perdite di denaro e vite umane. Fino ad allora le invasioni erano state di breve durata e non avevano impedito, nel resto del tempo, lo sfruttamento delle risorse del paese. Ma l'installazione permanente del nemico, la devastazione della campagna [...], causarono ingenti danni agli Ateniesi. Essi vennero privati della loro campagna; più di ventimila schiavi avevano disertato, per lo più artigiani ». La fuga dei 20 000 schiavi, fra i lavoratori del Laurio, comportò il brusco arresto dello sfruttamento delle miniere e la rovina dei concessionari. Le fortificazioni di capo Sounion (413 a.C.), di Torico (410-409 a.C.) e di Anafisto consentirono soltanto di garantire l'approvvigionamento di grano alle città, ma nessuna ripresa dell'attività estrattiva.
Nel 408 a.C., secondo i conteggi della costruzione del tempio di Atena, il piombo veniva venduto a 5 dracme al talento (un talento era circa 26 kg) contro le 2 dracme degli anni 330/320 a.C., periodo di intenso sfruttamento delle miniere, e indice dell'arresto quasi completo della produzione di argento e piombo alle miniere del Laurio in quell'epoca. La carenza di denaro dello Stato ateniese si legge anche dagli espedienti utilizzati alla fine della guerra: nel 407 a.C., "visto che da sei anni le miniere non producevano nulla », la città utilizzò le (Nike) d'oro dell'Acropoli per battere moneta, e, nel 406 a.C., coniò per la prima volta delle «brutte monete di bronzo ».

### Le miniere nel IV secolo a.C.

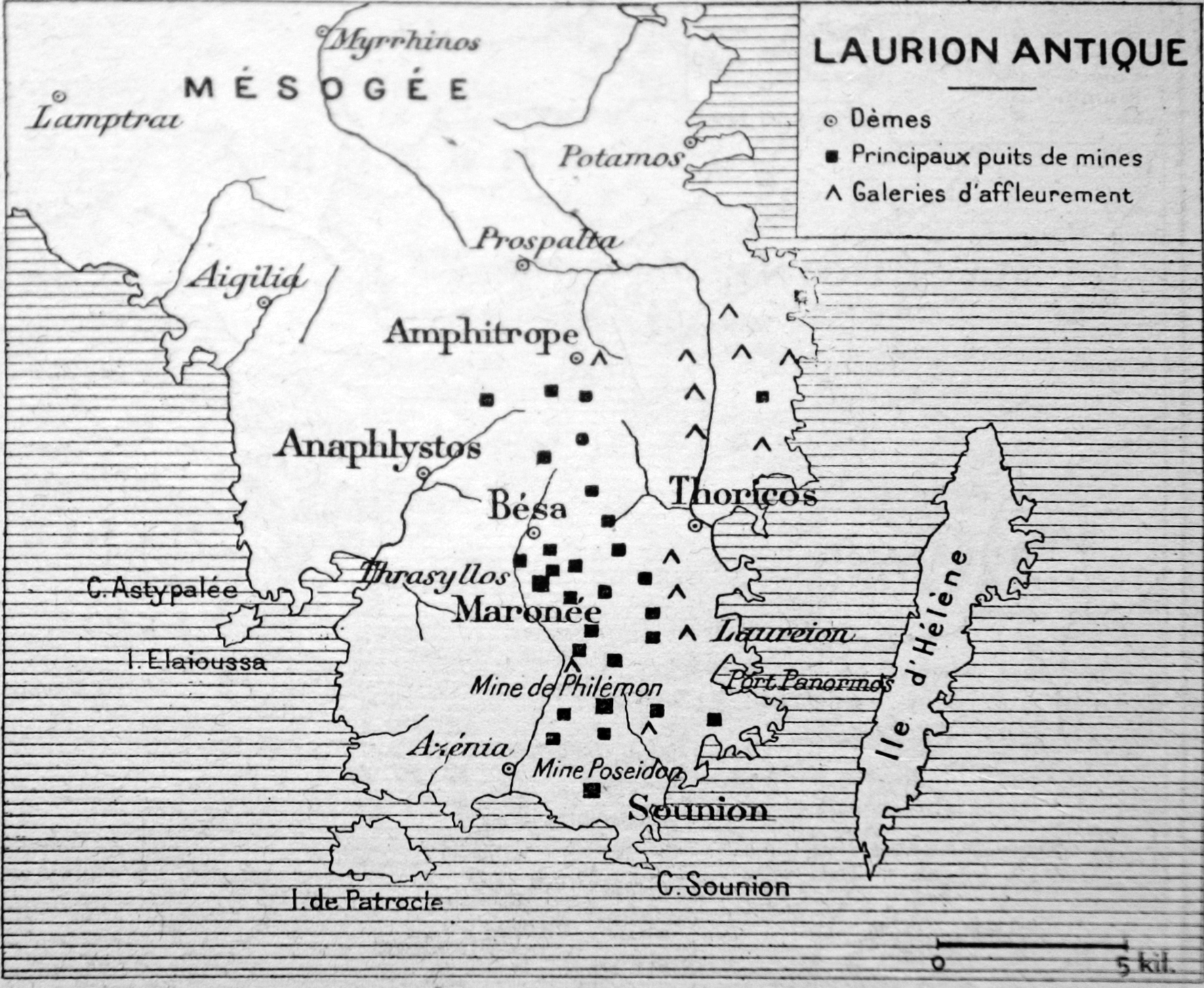
Mappa del Laurio antico

#### Difficile riprese e riorganizzazione dello sfruttamento (prima metà del IV secolo a.C.)
La ripresa delle attività di estrazione fu lenta e progressiva, almeno fino al primo terzo del IV secolo a.C.; sembra che si iniziò ad operare nelle fabbriche di superficie, il minerale presente in piccole quantità e scartato in precedenza, presente nelle gallerie antiche, ma senza scavarne delle nuove. Un tale sotto-investimento si spiega sia con la difficoltà a ricostituire la pletorica mano d'opera del 413 a.C. che con gli scarsi guadagni dei concessionari delle miniere, sproporzionati rispetto alle somme di denaro necessarie per aprire nuove gallerie. Tali benefici ridotti sono evidenziati da Senofonte in 'Poroi' '(IV, 28): "Perché, diciamo, oggi non ci sono, come allora, molti imprenditori disposti ad aprire nuove gallerie? È che sono più poveri; poiché è da poco tempo che hanno ripreso la produzione, e chi apre nuove gallerie corre seri rischi.»
La scarsità di denaro che poi si lamentò ad Atene fu la testimonianza di questo scarso sfruttamento delle miniere per mancanza di investimenti. Si manifestò in particolare, come mostrato da Raymond Descat, da una parte per l'elevato tasso di interesse sui prestiti (25 % secondo Lysias XIX = Sur les biens d'Aristophane, 25-26), e in secondo luogo per il basso rapporto di cambio oro/argento (1/14 nel 438 a.C. contro 1/11 nel 402-401 a.C.). Questa carenza di liquidità instaurò "un circolo vizioso nel settore minerario: per mancanza di denaro, gli imprenditori non avevano la capacità di investire in operazioni di riavvio, ostacolando la ripresa della produzione monetaria ».
Nei primi anni 360 a.C., la città sembrava tentare una riorganizzazione delle proprie risorse, compresa l'estrazione e la riorganizzazione in combinazione con una politica monetaria volta a distinguere la produzione da imitazioni delle valute attiche in circolazione in quel momento (legge del 375/374 a.C.). Pertanto, le procedure di registrazione delle concessioni minerarie cambiarono: mentre in precedenza la demarcazione delle concessioni era realizzata con segni sul terreno, ora le concessioni minerarie erano indicate da stele da funzionari pubblici (poleti).
Anche se sembra che poi il denaro sia diventato più abbondante (tassi di interesse inferiori al 12 o 15% e rapporto oro/argento stabilizzato a 1/12), la cronologia della lista dei concessionari indica che la ripresa rimase lenta, come confermato da Senofonte nel 355 a.C., quando afferma in 'Poroi' che "lo sfruttamento delle miniere è ancora insignificante". Accelerò successivamente, reindirizzando le risorse dei ricchi ateniesi, conseguentemente alla politica di pace di Eubulo dopo la liquidazione della Seconda lega delio-attica, con il finanziamento delle operazioni militari (trierarchia e con le nuove concessioni minerarie.

#### Sfruttamento intenso e crisi congiunturale (seconda metà del IV secolo a.C.)
In ogni caso in quel momento, nella seconda metà del IV secolo a.C., le miniere erano nel loro periodo di sfruttamento più intenso: l'esplorazione e l'apertura di nuovi pozzi e gallerie si moltiplicava, e la maggior parte delle lampade ad olio ritrovate nelle gallerie data a questo periodo. Lo sviluppo di molte fonderie, a quel tempo in aree portuali del Laurio, è un'ulteriore indicazione di questo importante aumento di attività. I numerosi discorsi di oratori a noi pervenuti hanno sottolineato importanti fortune che vennero a crearsi in quel periodo per merito dell'estrazione di minerali (vedere concessionari ").
L'attività, però, subì un grave rallentamento, evocato da due discorsi attici. Quello dei Contre Phénippos di Demostene che lamenta: «le disgrazie dell'industria mineraria non mi hanno risparmiato" e "oggi ho perso quasi tutto". Ribadisce poi che "l'industria delle miniere è un cattivo affare" », raffreddò l'entusiasmo degli investitori come in Pour Euxénippe di Iperide: « "se una volta abbiamo rinunciato per paura ad aprire nuove gallerie ('kainotomiai'), ora siamo di nuovo al lavoro." Al momento di questo discorso, 328/327 a.C., la crisi era chiaramente finita: così possiamo collocarlo a metà del 330 a.C., il che conferma la frequenza delle operazioni di concessione", in quanto ci sono sei stele datate 342-339 a.C., quattro 330/329 a.C., ma una sola in data 335/334 a.C. ». Le origini non sono chiare: alcuni sostengono che l'aumento dei prezzi del grano in quell'epoca avrebbe avuto un impatto sulla redditività delle miniere (aumento dei costi per nutrire gli schiavi, reindirizzamento dei capitali verso l'agricoltura e commercio del grano, ormai più redditizi delle miniere), ma altri hanno sottolineato che questi prezzi elevati si mantennero anche dopo che la crisi era finita, nell'anno 320 a.C. Alcuni hanno anche sollevato la eventualità di fatti legati a questioni di natura fiscale, o a più ampi effetti sociopolitici che mal si adattavano alle esigenze degli operatori delle miniere del Laurio, ma questi elementi rimangono allo stato di pura ipotesi non verificabile.
In ogni caso, la crisi sembra essere stata di tipo ciclico: se le testimonianze dirette sono scarse, lo sfruttamento comunque continuò fino alla fine del secolo. Occorre considerare che "la brillantezza di Atene al tempo di Licurgo (338-326 a.C.), può essere spiegata con la continuazione della produzione di argento al Laurio ». Allo stesso modo, la nota collocata da Strabone in bocca a Demetrio Falereo sui suoi concittadini ateniesi ("vedendo questi uomini scavare la terra con tanto entusiasmo, non diremo che abbiano la speranza di estrarre Plutone medesimo? ») manifesta che l'attività mineraria continuò a lungo nel corso del IV secolo a.C., così come l'apertura di nuove miniere è implicita in questo passaggio (confermata da Iperide con il fatto che vi era traccia dell'apertura di nuove miniere kaitonomiai -«nuove prospezioni»- sulle ultime stele dei poleti) può essere anche interpretato come prova di un esaurimento dei giacimenti esistenti, costringendo gli imprenditori a fare nuove ricerche. In realtà, il numero dei nomi sulle stele dei poleti diminuì regolarmente mentre ci si avvicinava alla fine del IV secolo a.C. e gli ultimi frammenti trovati, sono del 300/299 a.C.: le ultime stele, tra il 320 e 299 a.C. hanno solo una colonna contro 8 colonne negli anni 340 a.C., quando l'attività mineraria era stata la più intensa.

### Miniere progressivamente abbandonate nell'era ellenistica e augustea

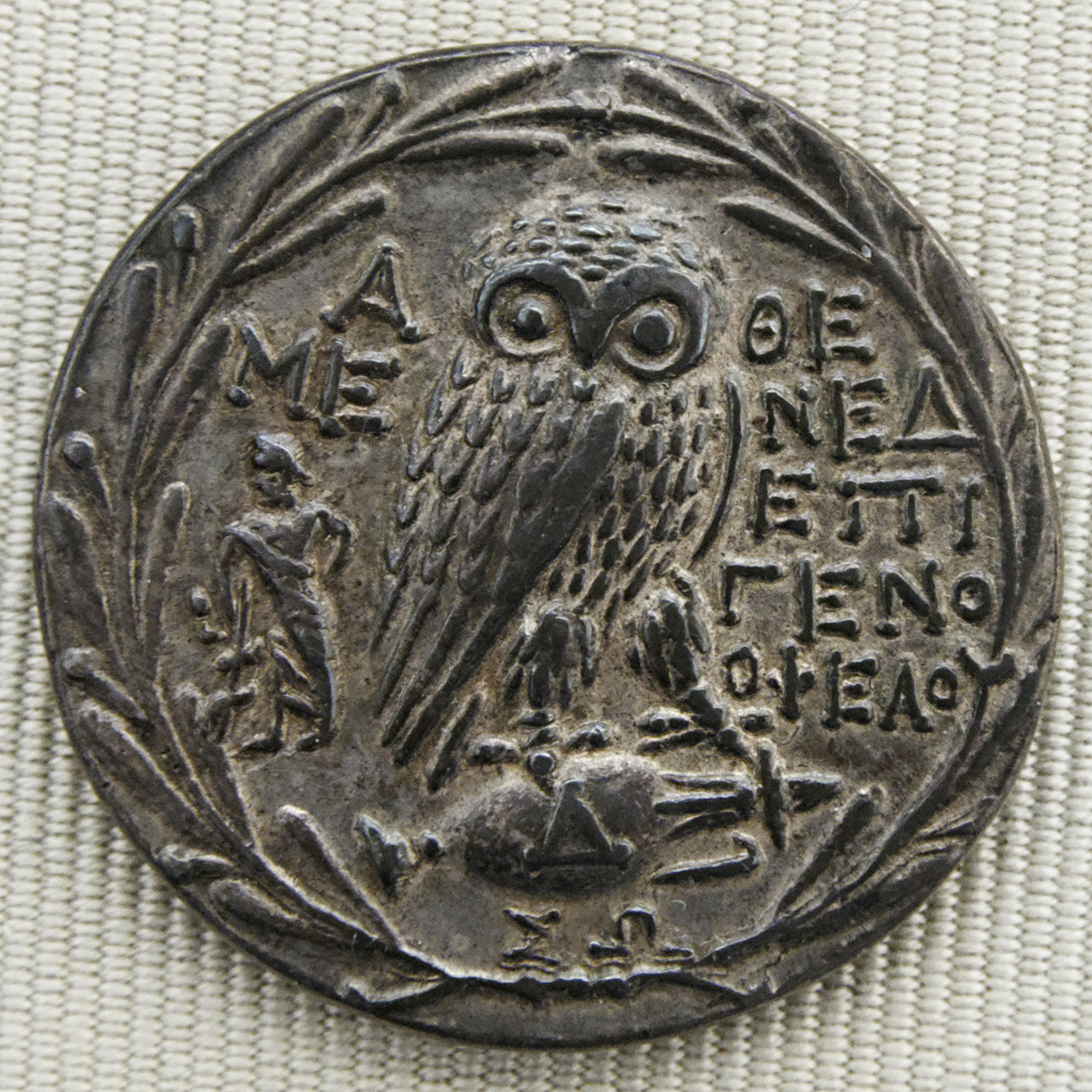
Tetradracma ateniese d'argento «nuovo stile» (v. 200-150 secolo a.C.). Disegno: civetta su un'anfora coricata. Gabinetto delle medaglie della Biblioteca nazionale di Francia.

Successivamente, l'estrazione continuò meno intensamente, tanto più che le operazioni effettuate da Demetrio Poliorcete durante l'assedio di Atene 295 a.C. certamente non risparmiarono gli impianti del Laurio. Gli ateniesi furono quindi costretti ad utilizzare altre fonti per garantire la produzione della moneta: pertanto si ipotizza che la bassa qualità del metallo utilizzato per coniare le monete ateniesi dopo il 287 a.C., fosse dovuta, almeno in parte, dalla fusione di monete offerte alla città dai re Lisimaco e Tolomeo e non da argento proveniente dal Laurio.. Senza neanche menzionare il graduale esaurimento delle miniere stesse, ora la natura periferica della città, nella vita politica ed economica internazionale, a causa della super estensione del mondo greco a seguito delle conquiste di Alessandro Magno da un lato, e dall'afflusso di metalli preziosi provenienti dai tesori achemenedi raccolti dalla Lega dei Macedoni dall'altro, fecero sì che l'estrazione di minerale fosse meno urgente e meno redditizia.
Sembra che l'attività sia ripresa, molto parzialmente, verso la metà del III secolo a.C., e ancora un po' nella seconda metà del II secolo a.C., forse legata alla prosperità relativa della città dopo che Roma le aveva consegnato l'importante polo commerciale che era allora Delo. La messa in circolazione, in quel momento, di grandi monete ateniesi "nuovo conio" » e le rivolte di schiavi segnalate dalle fonti alla fine del II secolo a.C. e all'inizio del I secolo a.C. testimoniano che l'argento continuava ad essere estratto dal Laurio in epoca ellenistica, anche se probabilmente era soltanto quello utilizzato per il conio delle monete e l'attività di estrazione rimase marginale rispetto all'epoca classica.
Dopo il saccheggio di Delo ad opera delle truppe di Mitridate nell'88 a.C. e quello di Atene ad opera di Silla nell'86 a.C., Atene era una città il cui commercio era andato definitivamente in rovina, e "ormai ridotta al ruolo di una città di provincia, senza possedimenti esterni, senza un ruolo politico, senza affari, e con una zecca che funzionava soltanto raramente ». I ricavi della miniera divennero trascurabili, poiché, dal tempo di Strabone, non c'erano nuovi lavori di scavo e si limitavano a sfruttare le scorie ancora contenenti un po' di minerale: "le miniere d'argento dell'Attica, che in passato erano molto produttive, sono ora completamente esaurite; la resa, in tempi recenti, era così debole da risultare poco economica rispetto al costo del lavoro e alle spese di esercizio, e i concessionari hanno avuto l'idea di utilizzare le scorie delle prime estrazioni, riuscendo quindi ancora a recuperare una certa quantità di argento puro ». Le miniere vennero definitivamente abbandonate nel I secolo a.C., nonostante un tentativo di riattivazione messo in atto nel IV secolo come dimostrato dalle lampade ad olio, datanti da quest'epoca, scoperte in alcune gallerie.

### Le miniere «riscoperte» nel XIX e XX secolo
Nel XIX secolo, le miniere vennero "riscoperte", sembra, per puro caso. Un veliero greco avrebbe usato come zavorra delle scorie del Laurio. Durante una sosta in Sardegna, un proprietario della miniera dell'isola, il signor Serpieri, ebbe l'idea di provvedere alla loro analisi. Scoprendo il loro potenziale, si sarebbe associato con il marsigliese Roux per rilanciare lo sfruttamento dei giacimenti del Laurio attraverso la creazione, nel 1867, di una società franco-italiana: La metallurgia del Laurio. Da parte loro, le imprese greche trattavano le antiche scorie il cui volume era stato stimato in 1 500 000 tonnellate. Fu stimato che le miniere avrebbero potuto fornire un totale di 120 000 tonnellate di piombo. Nel 1867, le tasse sulla produzione della miniera fornirono allo stato greco 250 000 dracme dell'epoca.

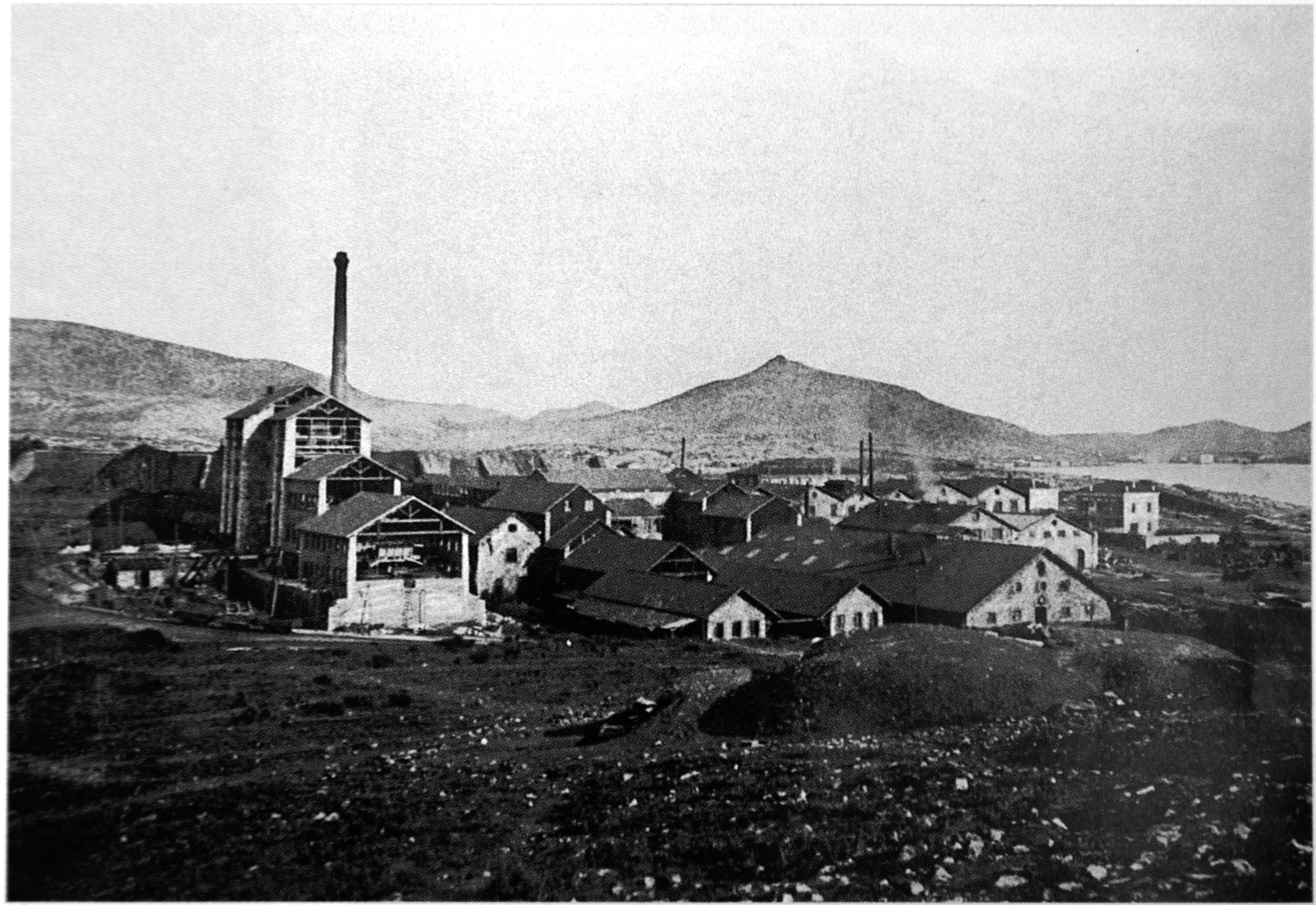
Stabilimento della Compagnie Française des Mines du Laurion, intorno al 1890.

Nella primavera del 1871, la Grecia cercò di approfittare della sconfitta della Francia da parte della Prussia e delle sue conseguenze, per togliere la concessione alla società franco-italiana che aveva cominciato a produrre profitti. La questione, che divenne ben presto il "caso del Laurio" ebbe un impatto su scala internazionale a causa delle rivalità diplomatiche in Europa. Jules Ferry, il nuovo ambasciatore di Francia in Grecia, tentò senza successo, di far cadere il governo greco. Alla fine, nel febbraio del 1873, venne trovato un compromesso: Roux e Serpieri vendettero la compagnia ad un gruppo di banche di Costantinopoli.
Questo gruppo, capeggiato da Andréas Syngrós, fondò la Compagnie Métallurgique Grecque du Laurion che suscitò grande entusiasmo presso gli investitori greci e sollevò la prima bolla speculativa della storia greca, il cui scoppio portò alla scomparsa delle economie di molti greci. Le miniere del Laurio portarono la Grecia nell'era del capitalismo speculativo e dei suoi svantaggi.
Nel 1877 venne creata una nuova compagnia francese diretta da Serpieri: la Compagnie Française des Mines du Laurion. Nel 1911, era diventata la principale compagnia del luogo, in concorrenza con altre compagnie greche e francesi. Tutte queste aziende parteciparono all'intenso sviluppo industriale della regione. La città di Laurio contava allora di una popolazione 10 000 lavoratori e il suo porto era frequentato da navi provenienti da tutto il mondo. La Compagnie Française des Mines du Laurionintrodusse in Grecia, nel periodo tra le due guerre, la gestione scientifica del lavoro. Le miniere del Laurio divennero anche un importante centro di lotte sociali e politiche del paese. Ma la chiusura, prima della principale società greca 1917 e poi della principale società francese 1977, misero in crisi la regione.

## Operatori e minatori

### I concessionari
Nei tempi antichi, lo sfruttamento del giacimenti del Laurio era molto frammentato: ci furono almeno 500 diverse miniere in 340 anni secondo quanto scritto da G.G. Aperghis. Possiamo supporre che queste concessioni fossero di dimensioni molto diverse, in grado di soddisfare il desiderio di investimento del più oscuro lavoratore e del più ricco degli ateniesi: dal salumiere di Aristofane a Epicrate di Pallene, «che si era associato con gli uomini più ricchi, o quasi, di Atene ».
Se i concessionari appartenevano a diverse categorie di censo, i ricchi ateniesi erano chiaramente sovrarappresentati: il 7% dei più ricchi, quelli costretti alla liturgia, rappresentavano il 19% dei concessionari. Su 106 nominativi di concessionari rilevati da Margaret Crosby sulle stele dei poleti, 49 appartenevano a persone non ricche: si trattava spesso di politici di primo piano e/o appartenenti alla trierarchia. Il fatto che questi personaggi erano trierarchi nonché che i redditi di miniera erano esentasse indica che questi uomini possedevano anche altre importanti fonti di reddito (agricoltura, commercio, etc).
Questa sovrarappresentazione di ricchi tra i concessionari non è sorprendente, dato il relativo prestigio degli investimenti minerari: come evidenziato da Aristotele "nell'ordine naturale, l'arte dell'agricoltura viene prima di tutte le altre, e la seconda riguarda coloro i quali estraggono ricchezza dalla terra, come le miniere ». Ma è dovuta principalmente all'importanza del capitale necessario in generale al funzionamento, sia per l'estrazione del minerale stesso che per il trattamento nelle officine di superficie. Ad esempio, il costo di uno schiavo oscillava in media tra 150 e 200 dracme, anche se poteva variare notevolmente a seconda della sua competenza: un uomo o un ragazzo assegnato al trasporto del minerale poteva non valere più di 100 dracme, ma Nicia non esitava ad investire 6 000 dracme - prezzo più elevato che si conosca per uno schiavo in Grecia - per un sorvegliante (épistatès) particolarmente esperto. L'entità delle somme da anticipare, per molti investitori comportava la necessità di unirsi per gestire una concessione mineraria: nei Contre Panténétos (38) Demostene parla di «concessionari associati», e le stele dei poleti un'associazione che riuniva, negli anni 340 a.C., un certo Aischylidès e un figlio di Dikaiokratès all'oratore Iperide. Senofonte, nel 355 a.C. raccomandava di offrire una tale opportunità agli investitori, cosa che suggerisce il fatto che le associazioni dei concessionari non esistevano prima della seconda metà del IV secolo a.C..
Il possesso delle concessioni minerarie potrebbe aver comportato la creazione di ricche dinastie familiari, come dimostrano i soprannomi evocativi dei genitori di Ipponico II, che possedeva 600 schiavi al Laurio alla fine del V secolo a.C.: suo nonno Ipponico I era stato soprannominato Ammon ('uomo della sabbia"), poiché aveva sfruttato i giacimenti d'argento di superficie all'inizio del V secolo a.C., e suo padre Callia, negoziatore della Pace di Callia, era stato soprannominato 'Lakoploutos' "ricco per i suoi buchi" al momento del terzo contatto di Maronea. Allo stesso modo, si può seguire il percorso industriale di Fidippo di Pito che operava con il figlio, nelle miniere, nelle fabbriche di superficie e nelle fonderie del Laurio nel periodo 367-338 a.C..
I concessionari del Laurio, notoriamente tra i più ricchi, avrebbero potuto, secondo David I. Rankin, allearsi per difendere i loro interessi, o essere pesantemente coinvolti nella definizione della politica della città. Questa lobby delle miniere, che non si identificava con il "partito della pace" di Nicia degli anni 420 a.C., aveva svolto un ruolo importante nelle due rivoluzioni oligarchiche della fine del V secolo a.C., ma avrebbe soprattutto guidato la scelta della città nel secondo quarto del IV secolo a.C., sostenendo la politica di pace di Eubulo della quale ritenevano di beneficare. Tuttavia, senza negare l'interazione tra interessi minerari e la città, Saber Mansouri ha contestato la tesi di Rankin di una lobby delle miniere che includeva tutti i soggetti interessati allo sviluppo delle miniere del Laurio. Le fonti a nostra disposizione parlano di diversi concessionari che, invece di allinearsi a Eubulo, si posizionarono piuttosto nelle file del "partito della guerra" e, quindi, sottolineando l'eterogeneità del possibile posizionamento politico all'interno del gruppo delle imprese minerarie: è il caso ad esempio di Iperide o di Diotimos figlio di Diopeïthos.
Gli investitori non erano necessariamente nati a Laurio: l'80% delle concessioni era stato assegnato a soggetti esterni al Demo di Atene. Alcuni concessionari potevano anche essere estranei alla città: Senofonte nota che lo stato ateniese "permette ad ogni straniero che desidera lavorare nelle nostre miniere gli stessi diritti dei cittadini », affermazione confermata dalla concessione data ad un cittadino di Sifanto a metà del IV secolo a.C., probabilmente un discendente di una famiglia di Sifanto specializzata nel settore minerario dal V secolo a.C., e quella data a Stésileidès e Callaischros. Allo stesso modo, Sosia, il reggente della Tracia di Nicia, aveva acquisito un talento, senza dubbio per l'esperienza mineraria che aveva fatto nelle miniere di monte Pangeo in Macedonia, prima come responsabile della direzione dei mille schiavi che Nicia occupava nelle miniere, e poi, divenuto libero dalla schiavitù, come concessionario: «Jadis Nicias, figlio di Nicératos, aveva mille operai nelle sue miniere, che diede in affitto a Sosia di Tracia, a condizione che quest'ultimo gli pagasse un obolo al giorno per ogni uomo. » Gli investitori stranieri, tuttavia, sembravano essere rari "per le concessioni minerarie e per l'affitto dei terreni pubblici, i cittadini ateniesi godevano di un monopolio virtuale »

### Mano d'opera servile

#### Molti minorenni e schiavi

##### Una mano d'opera pletorica

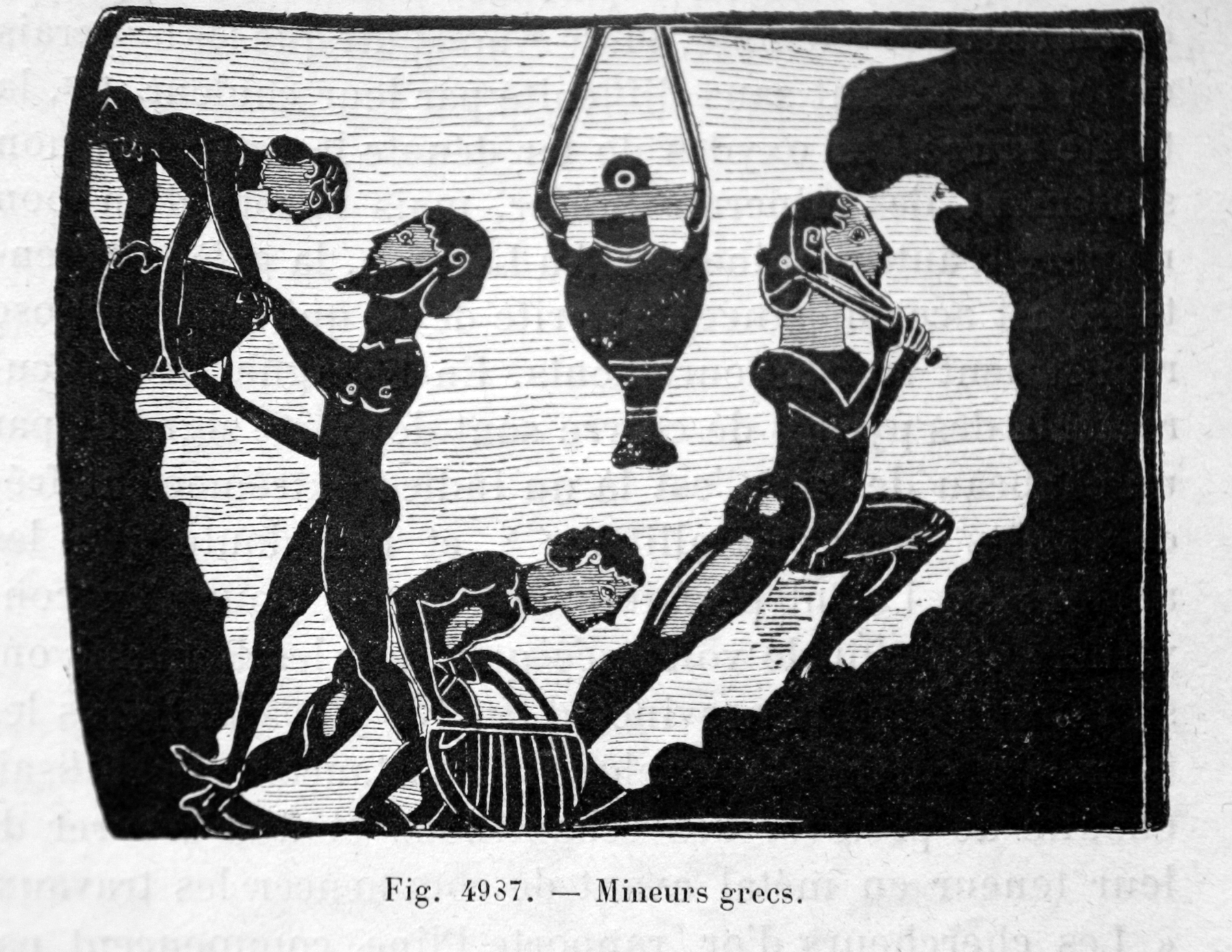
Minatori greci. Riproduzione di una mattonella di terracotta di Corinto.

I minatori erano quasi esclusivamente di condizione servile. Molti di loro erano barbari: consultando gli elenchi dei lavoratori iscritti nel IV secolo a.C., vi è un terzo di traci. Come spesso accade per gli individui assegnati a compiti umili, pochi dei loro nomi sono pervenuti ai nostri giorni: siamo appena riusciti a identificare nell'iscrizione (IG II2, 10051), il nominativo di un minore originario di Paflagonia e estimatore di Omero, Atôtas, che paragonava "il suo impegno a quello degli eroi (si proclamava discendente di Pylaïménès ucciso da Achille) ».
Gli uomini liberi potevano venire a contatto con questi schiavi, ma solo in quanto proprietari di piccole concessioni, soprattutto in posizioni di comando: così un cliente di Demostene, proprietario di una miniera, disse, in uno dei suoi discorsi, di aver lavorato "con il suo corpo », ma occorre relativizzare i suoi sforzi, sapendo che faceva parte del 7% dei cittadini più ricchi, quelli costretti al pagamento della liturgia. In ogni caso, non vi è traccia di un uomo libero impiegato nelle miniere con lo status di dipendente.
Il numero degli schiavi era molto importante nelle miniere del Laurio. Se dare una cifra precisa è difficile si ritiene che fossero almeno 10 000 e probabilmente 15 000 o 20 000 secondo quanto riportato da Tucidide (vedi Guerra del Peloponneso e crollo della produzione) assegnati alle fabbriche di superficie e alle miniere. Se i lavoratori manuali del Laurio variavano considerevolmente, durante il periodo classico, a seconda delle necessità di estrazione, è in ogni caso l'unico esempio conosciuto di un'elevata concentrazione di schiavi nella Grecia antica, con la conseguente creazione di importanti rotte commerciali, da parte di Atene, per drenare il flusso di schiavi richiesto dalle miniere.

##### Origini e conseguenze dell'uso massiccio di lavoro forzato
Questo grande numero di schiavi può essere spiegato con la quantità di lavoro: "si stima che la produzione di una tonnellata di argento richiedesse da 500 a 1 000 schiavi all'anno ». Una concessione piuttosto modesta, delle quali ve ne erano più di cento quando le miniere del Laurio erano prospere, aveva almeno trenta lavoratori (minatori, trasportatori, selezionatori, guardiani) o più se la distanza tra l'area di lavoro e l'ingresso della miniera superava alcune decine di metri. E non si tiene conto di tutto il personale assegnato alle operazioni di lavaggio del minerale e ai forni. E questo è un archetipo operativo per l'estrazione in piccole miniere: alcune erano molto più grandi, come ad esempio quella di Sosia della Tracia, che impiegava mille schiavi.
Il ricorso massiccio al lavoro forzato era dovuto anche al suo basso costo. Se prendere in affitto uno schiavo costava in media 5 oboli (da 2 a 3 oboli per cibo e vestiario, 1-2 per l'ammortamento, e 1 per l'affitto stesso), questa era in realtà una somma modesta considerando i profitti che il suo lavoro era suscettibile di produrre. Questo basso costo del lavoro ebbe due conseguenze per le imprese minerarie: in primo luogo, rese l'attività particolarmente redditizia, essendo i guadagni poco dissimili dal reddito lordo delle miniere moderne; conseguentemente, spesso portò a trascurare, da parte dei concessionari, i guadagni in produttività che i nuovi metodi di sfruttamento avrebbero potuto apportare.
Questo spiega l'uso costante di uomini piuttosto che di animali per manovrare le macine, la natura non sistematica dell'installazione dei paranchi in superficie, lo scavo di pozzi e gallerie angusti, la dimensione insufficiente delle stesse che rendeva il movimento delle persone e del minerale particolarmente difficile e impediva qualsiasi trasporto non manuale: come evidenziato da Edward Ardaillon, "il concessionario, che aveva solo qualche anno per sfruttare il suo lotto, aveva tutto l'interesse a raggiungere al più presto i depositi per arricchirsi. Aprire una galleria costava tre mesi di lavoro, mentre una galleria più larga avrebbe richiesto sei-otto mesi ai suoi operai. Questo sarebbe stato, a suo parere, perdere tempo prezioso con del lavoro improduttivo; era meglio sfruttare i tre mesi per recuperare un certo quantitativo di galena con il quale pagare dieci portatori, piuttosto che farlo tre mesi dopo con la magra economia di dieci schiavi. [...] Così l'abbondanza di manodopera, fornita così facilmente dalla schiavitù, ostacolava in qualche misura, non il rendimento delle miniere, ma l'avanzamento dei metodi operativi. » Il legame di causa ed effetto stabilito qui tra il sistema tecnico e quello sociale, come quello proposto da Richard Lefebvre des Noëttes tra deficienza del sistema del trasporto animale e l'uso della schiavitù nell'antichità, tuttavia, deve essere relativizzato.

#### Condizione e organizzazione del lavoro

##### Condizioni di lavoro difficili
Il basso valore monetario degli schiavi e la loro relativa abbondanza spiega la natura particolarmente difficile delle loro condizioni di vita al Laurio, come in tutte le antiche miniere: "la mano d'opera non costava abbastanza da far decidere il ricambio con metodi più moderni" ». Si operava in gallerie strette e malsane costringendo i lavoratori ad estrarre il minerale accovacciati, in ginocchio, e anche supini in un clima surriscaldato dalle lampade e dai calore dei corpi, e questo di solito per dieci ore al giorno, ritmo secondo il quale si succedevano le squadre e che implicava che i lavoratori si alimentassero nella profondità delle gallerie: resti di cibo, e ossa di cervi, sono stati trovati in alcune gallerie.
Anche se Ateneo ha descritto schiavi incatenati, è probabile che questo corrisponda a una realtà tarda sotto l'influenza romana. Infatti, Ateneo precisa questo punto, nel contesto di una storia più ampia, della rivolta degli schiavi minatori di fine II secolo a.C., e non vi è alcuna garanzia che le poche catene trovate nelle miniere fossero dedicate a tale utilizzo. Soprattutto, le ossa trovate in loco non recano il segno di un ferro, ad eccezione della gamba di un individuo.
Anche se non erano incatenati, la mortalità degli schiavi era notevole, sia nelle miniere che in superficie, a causa della natura tossica dei fumi di piombo: Olivier Picard stima che l'aspettativa di vita di uno schiavo impiegato a tempo pieno, non superasse i quattro-cinque anni.

##### Funzioni
Quelli che, schiavi o uomini liberi, lavoravano nelle miniere avevano funzioni ben definite. I più competenti - i minatori in senso lato - erano assegnati alla scavo delle gallerie; di solito erano uomini forti, a differenza dei portatori, probabilmente più dei ragazzi minorenni, responsabili del trasporto del minerale in gallerie molto strette. I lavoratori di superficie, addetti alla macinazione del minerale e al successivo lavaggio appartenevano alla categoria dei lavoratori poco qualificati, ma non era il caso dei fonditori, che operavano alla fine della catena ed erano incaricati del trattamento del minerale nella delicata opera di trasformazione in lingotti d'argento e di piombo.
L'inquadramento di questi gruppi di lavoratori era demandato agli épistatès, maestri minatori o fonditori, il cui compito, nel primo caso, era quello di guidare la ricerca ed estrazione del minerale e nell'altro di sorvegliare il lavaggio, la selezione e la fusione, nelle migliori condizioni, della galena estratta. Venivano aiutati da guardie incaricate di controllare e stimolare i lavoratori, anche punendoli in caso di cattivi risultati.

##### La questione delle rivolte
In superficie, un sistema di monitoraggio degli schiavi era probabilmente più o meno organizzato: l'ipotesi è stata suggerita dalle vestigia delle torri che punteggiano la zona del Laurio, che si suppone possano essere state posti di osservazione e guarnigioni di guardia degli opliti. La presenza di tali infrastrutture potrebbe indicare la grande paura, tra gli ateniesi, di una sollevazione generale degli schiavi del Laurio, anche se le testimonianze di ribellioni sono poche e non documentate.
Oltre alla diserzione durante l'occupazione spartana di Decelea del 413 a.C., è noto che il Laurio subì due rivolte di schiavi nel periodo ellenistico: una nel 134 a.C., riecheggiando la grande rivolta degli schiavi della Sicilia, è rievocata da Paolo Orosio citando un passaggio di Tito Livio; l'altra, più importante, intorno al 100 a.C., venne descritta da Ateneo, citando il filosofo Posidonio il quale scriveva «i ribelli, fecero strage dei guardiani preposti alla sicurezza delle miniere; inoltre, si impadronirono della fortezza di Sounion, e scorrazzarono a lungo per l'Attica ». L'ipotesi è che abbiano addirittura coniato moneta nel periodo in cui controllarono il Laurio»,. Tuttavia, la nostra documentazione dà la sensazione che fossero casi isolati, in quanto le precauzioni prese erano sufficienti a limitare la proliferazione degli eventi.

## Tecniche minerarie e metallurgiche

### Geologia dei siti e metalli estratti

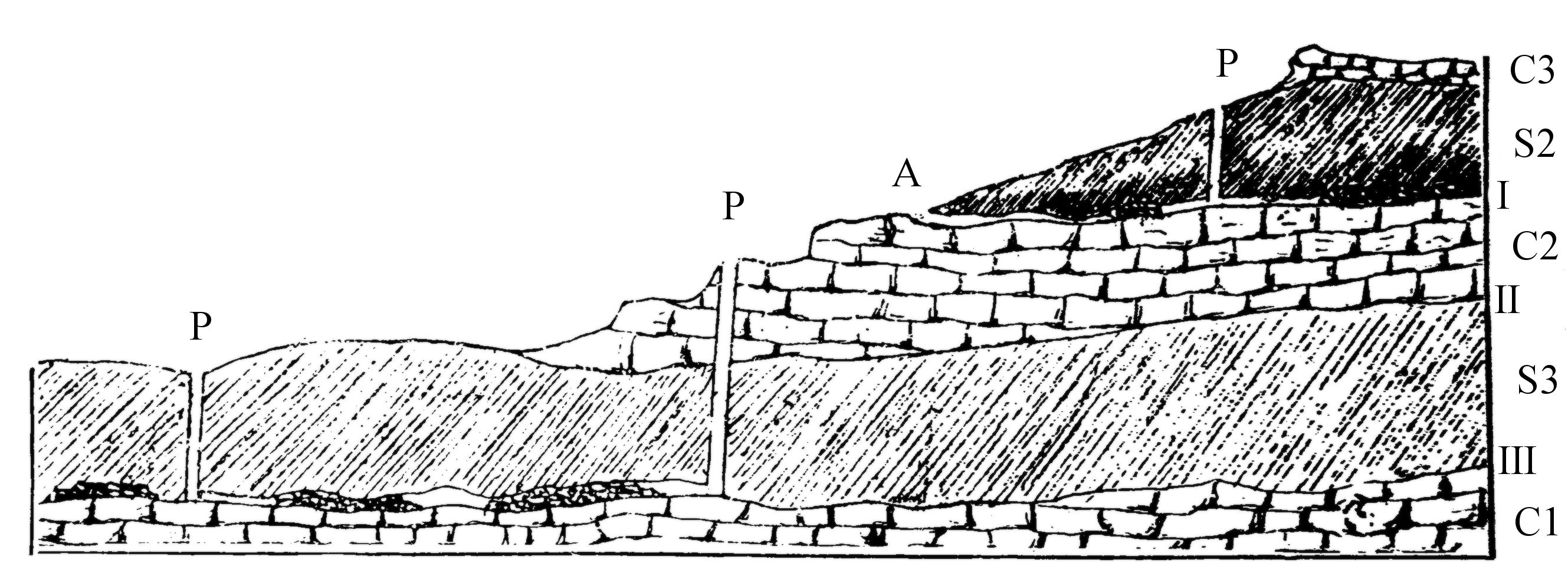
Stratificazione del terreni del Laurio.
C1: marmo inferiore
C2: marmo superiore
S1: scisti inferiori
S2: scisti superiori
I (S2 su C2): primo contatto
II (C2 su S1): secondo contatto
III (S1 su C1): terzo contatto

Il sottosuolo del Laurio è caratterizzato da una successione di strati orizzontali di calcare chiaro (marmo) e scisto (rocce stratificate nerastre o grigie). La sua formazione è al momento oggetto di discussione: all'ipotesi classica di una normale successione di strati sedimentari di età diverse si oppone una recente tesi, che sembra confermata dallo studio dei fossili presenti: marmi superiori (C2 nel diagramma) e inferiori (C1), da un lato, mentre gli scisti superiori (S2) e inferiori (S1) apparterrebbero alla stessa epoca e la loro sovrapposizione sarebbe il risultato di un "gigantesco rivolgimento del terreno ».
È al confine di ognuno di questi strati, nelle cavità, che si trova il minerale argentifero. Queste zone di contatto, in numero di tre (I, II e III sul diagramma) si trovano pertanto a diverse profondità e richiedono modalità operative specifiche: il primo contatto (I), utilizzato dal 1 500 a.C., era a livello della superficie, mentre il terzo (III), la quantità più abbondante, che fece la ricchezza di Atene nel periodo classico, necessitava lo scavo sotto terra. Quando si trovava in queste zone di contatto, il minerale si presentava sia come massa lenticolare che a strisce. Poteva anche essere presente in venature sottili nelle fessure degli strati calcarei.
I principali minerali estratti erano di due tipi, molto spesso miscelati: da una parte la cerussite (PbCO3), o minerale ossidato, dai riflessi rossi e gialli causati dagli ossidi contenuti, e dall'altra la galena, o minerale solforoso (PbS), caratterizzato da granulazione nera. Il loro tenore in piombo era elevato (77,5 % per la cerussite, 86,6 % per la galena), ma altamente variabile se si tiene conto delle scorie che circondavano il minerale in percentuali dell'ordine dell'unità fino al 50%, con una media del 15%. L'argento era in queste molecole di carbonato di piombo o di solfuro di piombo in quantità che variavano da 500 a 4 000 grammi per tonnellata di minerale estratto, con una media di 2 kg, quindi, una tonnellata di minerale al 20% di piombo conteneva circa 400 grammi d'argento (0,04%). A causa di questo tenore d'argento relativamente scarso per la metallurgica moderna, il minerale del Laurio richiedeva un lungo processo di trattamento e lavorazione per estrarre metallo prezioso. 

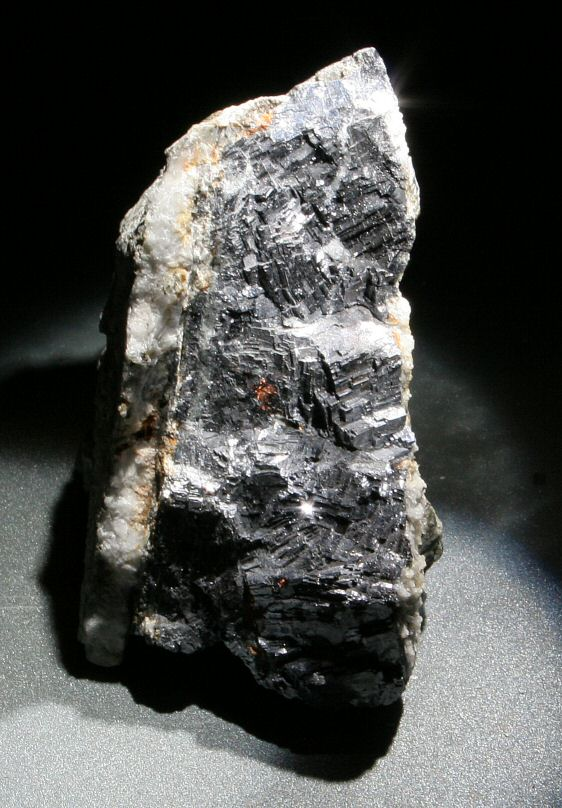
Galena argentifera (incrostazioni nere)

Altri minerali erano estratti, più o meno marginalmente, al Laurio, tra cui ocra, ferro e rame. È probabile che almeno una parte delle monete di bronzo ateniesi fossero realizzate con rame del Laurio e di numerose altre miniere: un'antica miniera di rame è stata recentemente identificata nel settore di Spitharopoussi in occasione degli scavi archeologici condotti nel 2004, «le reti superficiali hanno rivelato alte concentrazioni di ferro e rame ».
L'ocra o silt del Laurio, un limo formato da idrossido di ferro, era particolarmente apprezzata per le sue qualità coloranti: Plinio il Vecchio riteneva che tra le ocre, "la migliore è quella che si chiama silt attico che costava due volte di più di quella di seconda qualità, cioè il silt marmorizzato. Vitruvio, per sottolineare il grande valore di questa ocra, segnala che all'epoca dello sfruttamento delle miniere del Laurio, «quando si trovava una vena di questo minerale la si trattava come se fosse argento ». L'ocra attica è uno dei quattro colori di base utilizzati dai pittori classici e fu essenziale per la produzione delle ceramiche attiche a figure nere e rosse. Da questo punto di vista, probabilmente il minor utilizzo delle miniere d'argento del Laurio a partire dal III secolo a.C. ha contribuito al declino, delle ceramiche dipinte attiche. Infatti, al termine del I secolo a.C. non era più possibile procurarsela come indicava Vitruvio. La pittura antica utilizzava anche un altro colorante estratto dal Laurio, il cinabro. Il processo necessario alla sua estrazione era stato inventato nel tardo V secolo a.C. da un imprenditore del Laurio, Callia, che aveva preso, in un primo momento, per polvere d'oro, quella sabbia gialla che vagava nelle gallerie della sua miniera. Questo almeno secondo Teofrasto, che dettaglia anche la serie di macinazioni e lavaggi richiesti per la sua estrazione.

### Prospezioni e estrazione del minerale

#### Scoperta e metodi di ricerca dei giacimenti

##### Sfruttamento del primo contatto
Le prime gallerie vennero create dagli affioramenti del minerale del primo contatto: i primi operatori quindi si lasciarono guidare da stimoli visivi, tra cui il colore rosso dell'ossido di ferro, che mescolava frammenti di galena "meno veloce ad ossidarsi, troppo pesante per essere trasportata dallo scorrere dell'acqua [...]. Il peso considerevole del minerale, la brillante lucentezza metallica dei cristalli che lo compongono non potevano sfuggire a lungo all'attenzione dei primi visitatori del paese", scrisse Edward Ardaillon, che vedeva in alcuni scavi disordinati del Laurio alcuni primi tentativi di sfruttamento della galena argentifera.
Successivamente, una volta che erano state studiate le caratteristiche geologiche del sito, i concessionari abbandonarono queste cavità informi per scavare gallerie: "dopo esplorazioni più accurate in superficie si parte con l'esplorazione sotterranea profonda alla ricerca di minerali di piombo. [...] Nessun lavoro inutile per dare aria e spazio alle gallerie; semplicemente il minimo indispensabile perché l'uomo potesse passare per perseguire la ricchezza del concessionario ». Tuttavia, nelle miniere del secondo contatto, quando lo sfruttamento si era fatto sistematico, le trame delle gallerie non denotavano un'organizzazione vera e propria: "non era seguita alcuna regola, nessuna cura del dettaglio, nessun piano d'assieme. Questi erano labirinti oscuri che si ramificavano in tutte le direzioni, e il lavoro era molto simile ai tarli del legno con fori pieni di vermi silenziosi ». Si accontentavano semplicemente di scavare dei pozzi in verticale, di maggiore o minore altezza, per garantire la ventilazione e/o lo smaltimento del minerale. Questi pozzi, a differenza di quelli che saranno scavati per accedere al terzo contatto, non sono pozzi di ricerca, poiché scavati dopo la creazione delle gallerie.

##### Conoscenze geologiche e metodi di sfruttamento
Alla fine del VI secolo a.C. vi furono probabilmente anche rari affioramenti del terzo contatto (ad esempio sul versante orientale del Monte Spitharopoussi), che portarono i minatori sulle loro tracce. "Notando in superficie l'esistenza di un terzo contatto mineralizzata ad un livello inferiore rispetto agli altri due, essi poterono benissimo estrapolare questo dall'intero giacimento [...] bell'esempio di "geologia empirica" creato dagli antichi ».

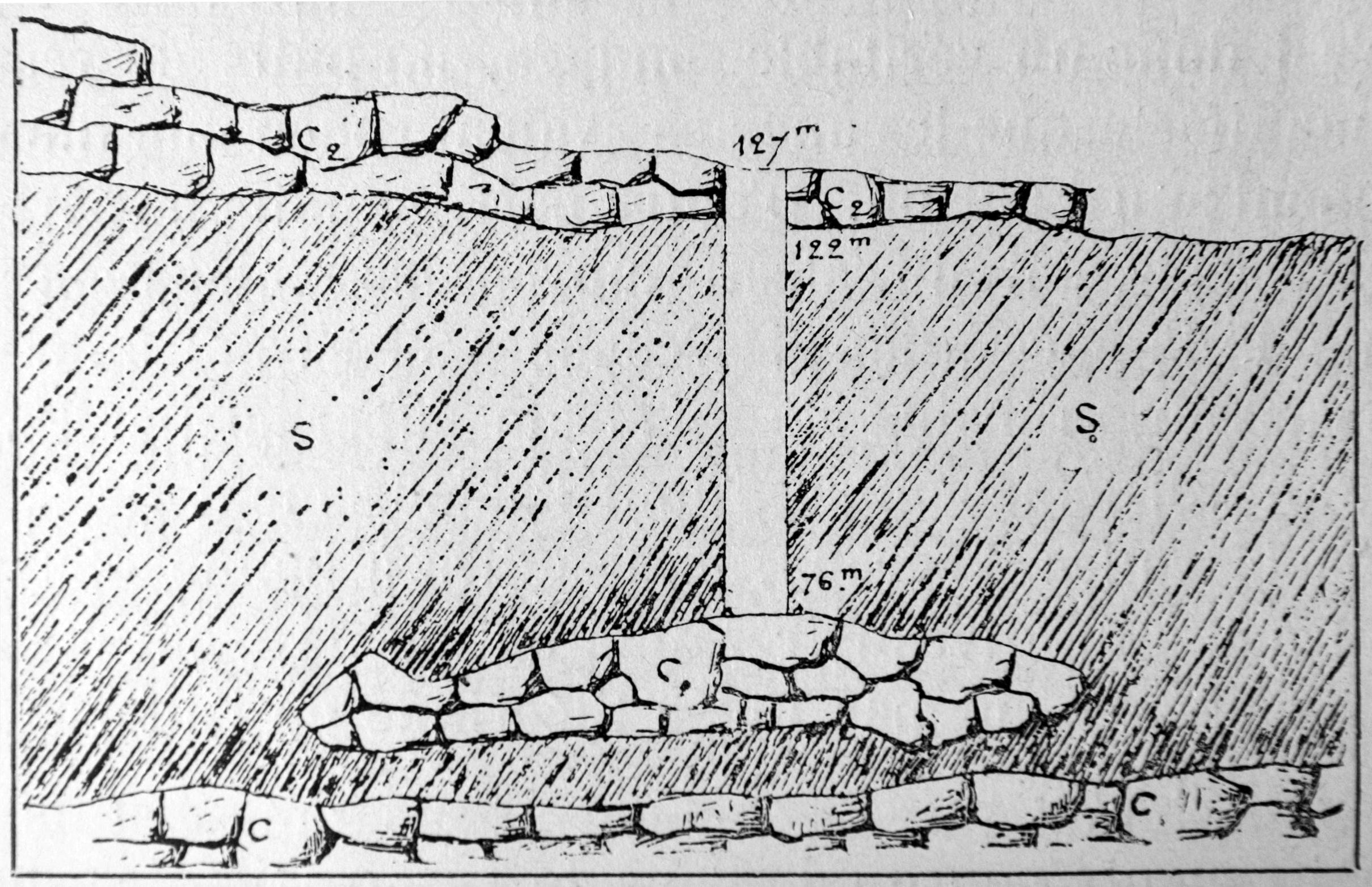
Schema del pozzo Kitso; C = calcare (marmo), S = scisti

Basandosi su questo ragionamento e sulla conoscenza che avevano accumulato sulla logica della stratificazione geologica, i minatori sceglievano le posizioni dei pozzi necessari per accedere al ricco minerale del terzo contatto.
Così, nel pozzo Kitso nella regione di Maronea, i minatori iniziarono la loro esplorazione nel marmo superiore che sapevano essere sottile; cinque metri più sotto, arrivarono allo scisto, senza interessarsi al secondo contatto, continuando la discesa verso uno strato di marmo a 59 metri di profondità. Pensando di essere giunti al terzo contatto (al limite inferiore dello strato di scisto e superiore del secondo strato di marmo), ricco di minerali, scavarono gallerie laterali senza trovare il minerale desiderato. In realtà, questo strato di marmo era un blocco di calcare sottile inserito nello scisto: il contatto reale stava venti metri più in basso. Si trattò di un caso raro al Laurio, e quindi non riflettente la conoscenza dei minatori. Conclusero, alla luce della loro esperienza, della mancanza di minerale in questo posto e abbandonarono la ricerca infruttuosa.
Si vede in questo caso che i minatori del Laurio non agivano in modo casuale. Avevano acquisito una conoscenza tecnica molto precisa sulla geologia del sottosuolo e applicavano le loro conoscenze teoriche nel dirigere la loro ricerca: scavavano lì perché sapevano che lo strato di marmo era sottile (lo scisto è più facile da scavare rispetto al marmo), trascuravano ogni esplorazione del secondo contatto (sapevano a quel punto, che tra il "fondo" dello strato di calcare e la "testa" dello strato di scisto il minerale era quasi inesistente), iniziando la ricerca dove era  logico  ci dovesse essere il minerale del terzo contatto.

#### Pozzi e gallerie

##### Escavazione dei pozzi e delle gallerie
Le miniere del Laurio avevano i pozzi verticali più profondi dell'antichità. Una sezione rettangolare o quadrata di meno di due metri di lato, talvolta scendeva fino a più di un centinaio di metri (119 metri di profondità), ma generalmente tra i cinquanta ed i sessanta metri. Venivano tagliati molto uniformemente, in modo che ogni faccia fosse piana. La loro verticalità era incredibile, "il filo a piombo denuncia, nei pozzi più profondi, una differenza insignificante ». Édouard Ardaillon ha stimato in 20 mesi il tempo necessario a due operai per scavare un pozzo di un centinaio di metri.
Le gallerie erano strette (da 50 a 60 centimetri di larghezza e 90 centimetri di altezza), cosa che facilitava il lavoro e il movimento dei minori, nell'asportazione del minerale scavato. Quando gli scavi erano più grandi, i lavoratori lasciavano porzioni molto piccole di rocce minerarie che fungevano da pilastri ('ormos'). Si poteva anche ricorrere, a livello locale, a tronchi di legno per sostenere le volte delle gallerie, come dimostrano le fonti letterarie e archeologiche, anche se era un'eccezione: le gallerie basse e strette consentivano di solito di limitare il rischio di crolli rendendo al contempo la progressione più veloce. I minorenni attaccavano il fronte della galleria da scavare usando un martello largo 12 cm su tutta l'altezza della galleria. Dopo cinque colpi si era andati avanti per l'intera larghezza della galleria, 60 cm. Tale lavoro aveva la durata di circa dieci ore, che corrispondeva alla velocità di rotazione delle squadre, e alla durata delle lampade ad olio: Edward Ardaillon conclude che tale organizzazione era intenzionale perché consentiva al supervisore di controllare l'esecuzione dei lavori e, eventualmente, punire i minatori troppo inefficienti. Nell'arco di un mese, la galleria si era allungata di dieci metri.

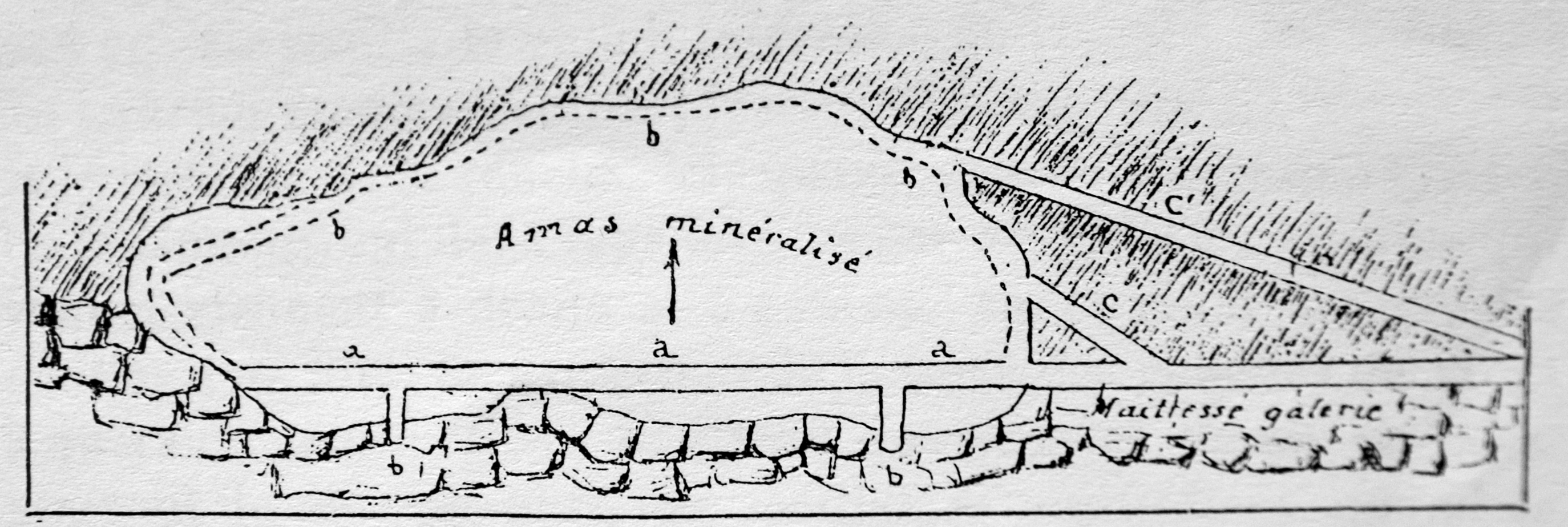
Schema di una cavità nella quale si trova un ammasso di galena argentifera.

Quando i minatori incontravano una vena metallifera, rimuovevano tutto il minerale disponibile: se fosse rimasto in orizzontale, i siti di estrazione sarebbero stati molto vasti; dove la mineralizzazione si estendeva in profondità, i diversi livelli sovrapposti venivano collegati da gallerie labirintiche. I minatori erano attenti a seguire sempre il contatto scavando su e giù a seconda dei capricci del suo percorso. Quando scoprivano un filone molto importante di minerale in grandi cavità, iniziavano a scavare una galleria di ricognizione del filone (indicata nello schema accanto), completando le indagini nella parte inferiore e superiore (b nel diagramma). Se si scopriva che la maggior parte del minerale era sotto i loro piedi, estraevano tutto il minerale situato sopra di loro fino al tetto della cavità, e poi scavavano fino al completo svuotamento. Se viceversa la galleria esplorativa era situato nella parte inferiore del filone, essi raccoglievano il minerale ai loro piedi e, una volta raggiunta la roccia sterile, procedevano ad estrarre quello contenuto nel soffitto. In entrambi i casi, era necessario scavare nuove gallerie (C e C' nella figura) per entrare nella cavità, a seconda del livello in cui si trovava il cantiere.

##### Stabilimenti di trasformazione

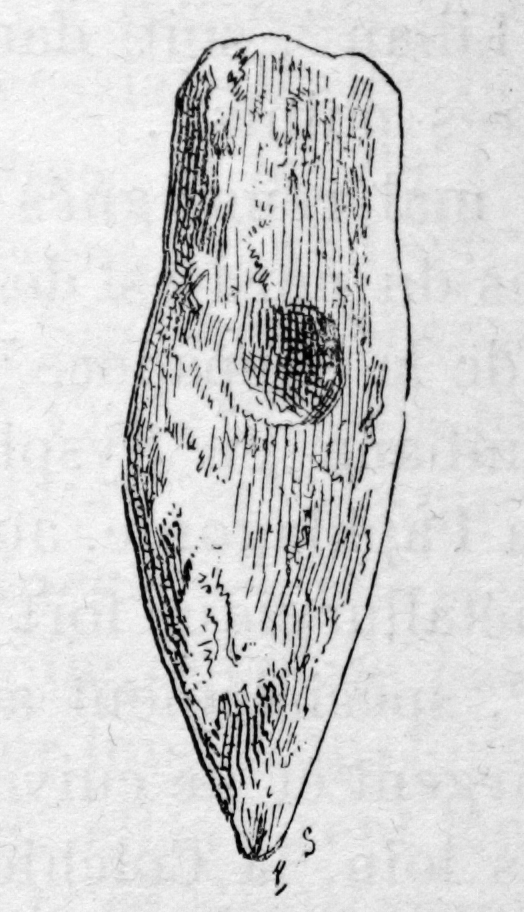
Piccone di minatore del Laurio.

La creazione dei pozzi e delle gallerie si faceva per mezzo di un martello (tukos) del peso di 2,5 kg munito di un manico breve (20 o 30 cm) in legno d'olivo e con la testa dotata di una punta a quattro lati, per rompere la roccia, su un lato, e una testa piana sull'altro. Questa testa piana veniva utilizzata per colpire uno scalpello di metallo da 2 a 3 cm di diametro, chiamato punteruolo (Xois), lungo dai 25 ai 30 centimetri, la cui punta era a tronco di piramide sui quattro lati. Data la durezza dei marmi nei quali venivano scavate le gallerie, si stima che un lavoratore dovesse usare da dieci a tredici punteruoli in dieci ore di lavoro, strumenti che dovevano riparare e affilare regolarmente. Il piccone, che solitamente era costituito da un oggetto a quattro lati su un lato e da un martello atto a battere su uno scalpello dall'altro, era il terzo strumento di base. Era normalmente utilizzato per attaccare le rocce più friabili.
I lavoratori utilizzavano anche palette in ferro per raccogliere il materiale scavato in ceste di vimini o cuoio che un altro schiavo (di solito un ragazzo o un giovane, visto che la loro minuta dimensione corporea era più adattata a muoversi nelle gallerie strette) trascinava sul fondo del pozzo, da dove veniva convogliato all'esterno da un sistema di carrucole. Oggi possiamo osservare i resti delle pareti che servivano a sostenere le carrucole.
I minatori utilizzavano delle piccole lucerne di terracotta alimentate ad olio per illuminare la zona di lavoro nelle profondità della terra. Esse erano identiche a quelle utilizzate abitualmente dai greci di quest'epoca per le loro attività quotidiane,, che fumavano abbondantemente e consumavano parte del raro ossigeno contenuto nell'aria. Il loro contenuto d'olio consentiva 10 ore di accensione, che dovevano corrispondere alla giornata lavorativa di un operaio. A quel punto, una nuova squadra prendeva il loro posto a dimostrazione che le miniere funzionavano giorno e notte.

#### Aerazione delle gallerie
A quelle profondità l'ossigeno era scarso: ciò è stato dimostrato dagli scavi archeologici recenti, che hanno evidenziato l'assenza di sistemi di ventilazione in epoca antica, tali da rendere impossibile il soggiorno per più di 30 minuti a una profondità superiore a 30 metri.
L'atmosfera era tanto più irrespirabile quanto le gallerie erano molto strette e frequentate: la respirazione dei lavoratori, l'alimentazione delle lampade (che consumano poco più di un uomo a riposo, producendo anidride carboniaca), e l'accumulo di polvere nell'aria avrebbe richiesto un costante rinnovamento di quest'ultima. Questo è il motivo per cui l'aerazione artificiale era una sfida importante per i minatori, con l'obiettivo di insufflare 180 m3 di ossigeno per ogni uomo presente in fondo alla miniera.
Muovendosi avanti e indietro, i contenitori sospesi alla puleggia che portava il minerale in superficie, avrebbero potuto contribuire a rendere parzialmente più respirabili le gallerie, ma il rinnovo dell'aria era per lo più fornito dalla separazione del pozzo in tutta la sua altezza, in due zone disuguali, attraverso una paratia in legno calafatato con argilla. Questa partizione, che poteva anche garantire l'accesso al pozzo, era realizzata probabilmente con tronchi posati su traverse, a loro volta inserite in fessure della parete del pozzo, ancora oggi visibili. Su un lato della parete erano fissati gradini in legno rudimentali per consentire ai minatori di scendere nella miniera; i restanti due terzi erano dedicati alla risalita della roccia e del minerale.
La distinzione tra queste due colonne causava il movimento dell'aria che contribuiva al rinnovamento dell'atmosfera della miniera a seguito di un fenomeno di sifone, tanto più intenso quando uno degli scomparti era esteso da un camino in superficie: una corrente ascensionale di aria calda viziata nel grande ramo del sifone veniva compensata da una corrente di aria fredda che scendeva verso il basso nel ramo più piccolo, a condizione che la temperatura fosse superiore all'interno rispetto all'esterno della miniera. Questo era il caso dell'inverno, e anche dell'estate per le miniere più profonde. Se ciò non era sufficiente, veniva acceso un fuoco nel pozzo, in uno dei tubi: l'aria calda, più leggera, saliva in superficie, mentre l'aria fredda scendeva verso il basso attraverso il condotto rimasto libero; altrimenti la ventilazione poteva essere realizzata in superficie. Allo stesso modo, si segnala l'esistenza di pozzi paralleli, destinati a creare una corrente d'aria, e quando due pozzi distanti accedevano alle stesse gallerie, si è visto che erano scavati a diverse altezze per favorire la ventilazione. Inoltre, per salvare l'aria nelle miniere, i minatori ostruivano con detriti le gallerie inutili.

### Concentrazione del minerale
Quando il minerale conteneva più del 30% di piombo, veniva inviato direttamente alla fusione. Ai livelli più bassi, la fusione, anche se teoricamente possibile, avrebbe richiesto un'eccessiva potenza termica, che avrebbe potuto ridurre il vantaggio finale. Pertanto, dal momento che alla fine del VI secolo a.C. si era scelto di sfruttare le ricchezze minerarie a basso livello di metallo, gli operatori procedevano ad un arricchimento del minerale prima di mettere lo stesso nel forno, concentrando il contenuto di argento-piombo mediante processi meccanici successivi. Pertanto 750 kg di roccia, su una tonnellata di minerale estratto, venivano separati dal minerale utile, prima di eseguire la fusione.

#### Selezione e frantumazione
Prima di essere trasportato in superficie, il minerale veniva sottoposto a una prima selezione, a seconda del suo peso (solo i pezzi più pesanti erano mantenuti in quanto segnalavano una maggiore concentrazione di piombo e argento) e colore (la presenza di grani neri, caratteristica della galena pura, era discriminante). I minatori davano prova di grande disciplina, al momento della estrazione come nella prima selezione: nelle gallerie esplorate oggi non è stato trovato minerale con più del 10% di piombo. Il materiale non utile economicamente veniva utilizzato per bloccare le gallerie non più produttive per evitare spreco di aria.
Ciò che era ritenuto sfruttabile veniva portato in superficie per subire diverse cernite e il trattamento in diversi laboratori situati nelle vicinanze: tre quarti del materiale estratto non era utilizzabile, ed era pertanto imperativo limitare il suo movimento prima della trasformazione. I lavoratori cominciavano la frantumazione, per separare il minerale utile dalla sua matrice, con mazze di ferro o pietra in mortai di pietra. Cumuli di roccia sterile risultano ancora visibili intorno ai pozzi consentendo agli archeologi di stimare la quantità di detriti rimossi da parte dei minatori.

#### Macinazione

Fig. 1: mulino a tramoggia di Olinto.

Fig. 2: schema di un mulino frantumatore conico, utilizzato per calibrare il minerale del Laurio.

Una volta frantumato, il minerale veniva trasportato in impianti di trasformazione ('ergastèria'). Il minerale veniva macinato: prima a mano con l'aiuto di pestelli su tavoli di marmo di macinazione, poi con un mulino in modo da ridurlo alla dimensione desiderata.
Questi mulini erano di due tipi, entrambi azionati da schiavi:
- mulino a tramoggia (fig. 1): si tratta di un mulino a movimento alternativo. Su una lastra fissa, una ruota veniva spostata orizzontalmente da una ruota più piccola[N 50], per mezzo di una leva orizzontale fissata a un perno. Il minerale veniva inserito in una tramoggia, sorta di ciotola a V incassata all'interno della mola dove veniva posto il materiale da macinare. Questo scorreva lentamente attraverso la fessura della tramoggia, e veniva schiacciato e calibrato muovendo avanti e indietro un arco di cerchio della ruota mobile[N 51];
- mulino frantumatore conico (Fig. 2): intorno ad un cono fisso girava un anello di pietra. Il minerale caricato nella parte superiore del mulino cadeva nella fessura tra il cono e l'anello mentre i lavoratori giravano l'anello di pietra con un legno che girava su un asse orizzontale. Il mulino veniva ben calibrato in modo che l'attrito tra le due parti del mulino frantumasse il materiale alle dimensioni desiderate, e cioè a quelle di un grano di miglio[121]. Dei mulini di questo genere sono stati ritrovati a Pompei, destinati a macinare il grano per produrre farina. Gli stessi avrebbero permesso di trattare 4 tonnellate di minerale in 24 ore.

Le macine di questi mulini venivano realizzate con rocce vulcaniche molto dure, fatte arrivare da fuori città. Ad esempio, alcuni mulini trovati al Laurio erano in trachite dell'isola di Milo.

#### Lavaggio

##### Lavaggi piani

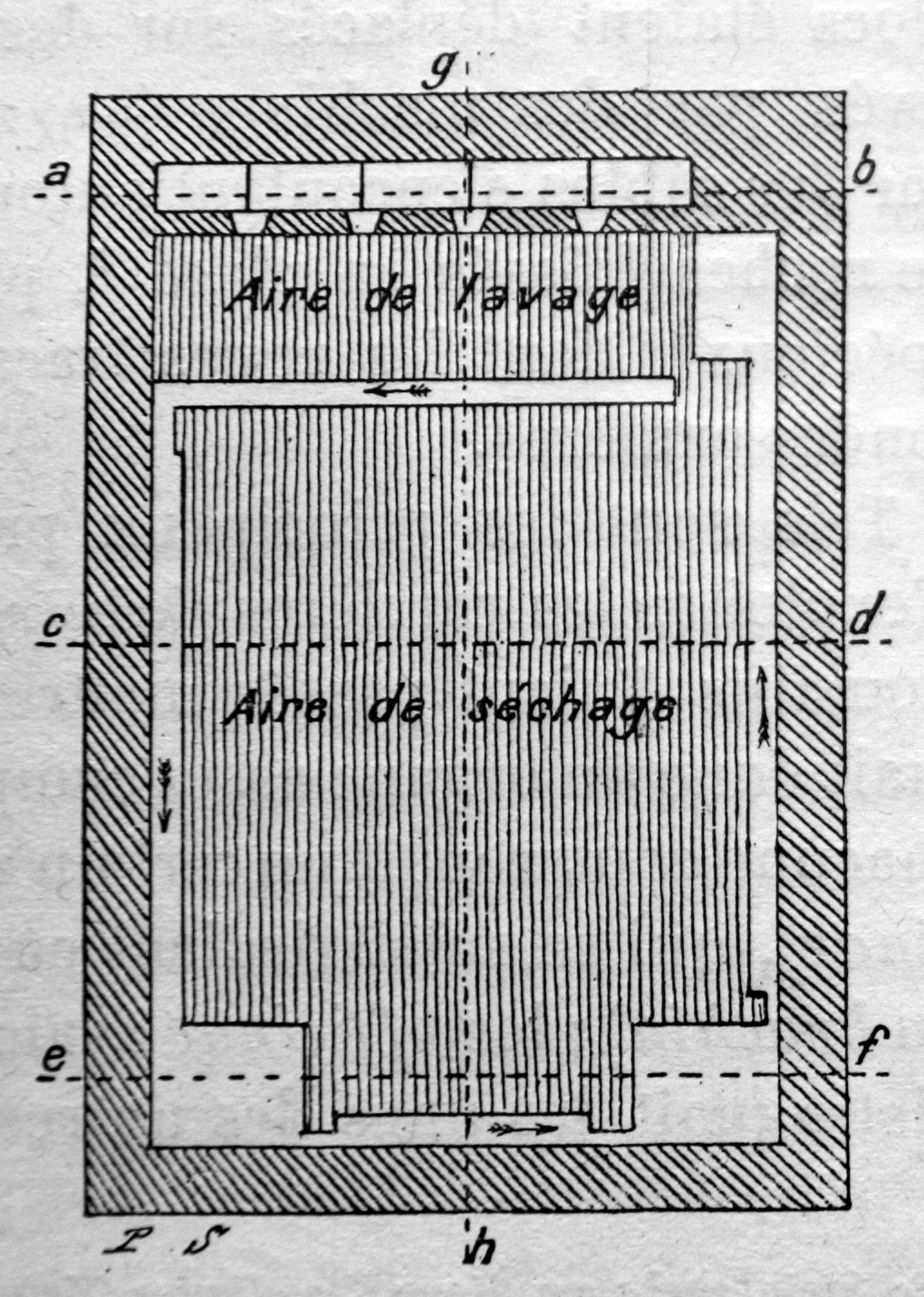
Schema di lavaggio piano.
Aire de lavage= Area di lavaggio
Aire de sechage= Area di essiccazione

Il trattamento del minerale veniva in seguito realizzato con grandi quantità d'acqua in una delle numerose aree di lavaggio, che erano di dimensioni variabili (da qualche m2 a diverse decine di m2). Scavata nella roccia e coperta con un sigillante di alta qualità (diversi esemplari di tavole di lavaggio, oggi hanno ancora un rivestimento intatto), queste tavole di lavaggio ('katharistèria' '), sembrano essere un'innovazione della fine del VI secolo a.C., innovazione che consentiva un migliore sfruttamento del minerale: fino ad allora si utilizzavano solo i minerali più ricchi di piombo, mentre il resto veniva abbandonato. Vi sono diversi esempi di tavole di lavaggio raggruppate e schiavi dipendenti dalla stessa vasca per il loro approvvigionamento di acqua, ma queste fabbriche potevano appartenere a diversi proprietari.
Il minerale frantumato veniva steso su tavole di lavaggio leggermente inclinate. Da un serbatoio elevato veniva inviata acqua a quattro o otto ugelli di lavaggio che la facevano scorrere su queste tavole, in modo che le particelle di materiale inerte ancora attaccate al minerale venissero trascinate dalla corrente d'acqua lasciando le particelle di minerale, più pesanti. Per facilitare questa separazione, gli operai muovevano la miscela utilizzando grandi spatole. I sedimenti leggeri venivano trascinati dall'acqua che si riversava in un canale nella parte inferiore della tavola di lavaggio. Nella parte inferiore di questo canale, le particelle trasportate dall'acqua incontravano piccole dighe dove si depositavano in successivi compartimenti, prima le più pesanti, poi le più leggere. Tali fanghi venivano raccolti e spalmati su una tavola di essiccazione intorno alla quale vi era il canale di scolo. Una volta essiccati, questi sedimenti venivano trattati nuovamente sulla tavola di lavaggio, in modo da estrarre tutte le particelle di minerale, anche le più piccole. Alla fine, l'acqua liberata di queste impurità, era versata nel serbatoio per il riutilizzo.

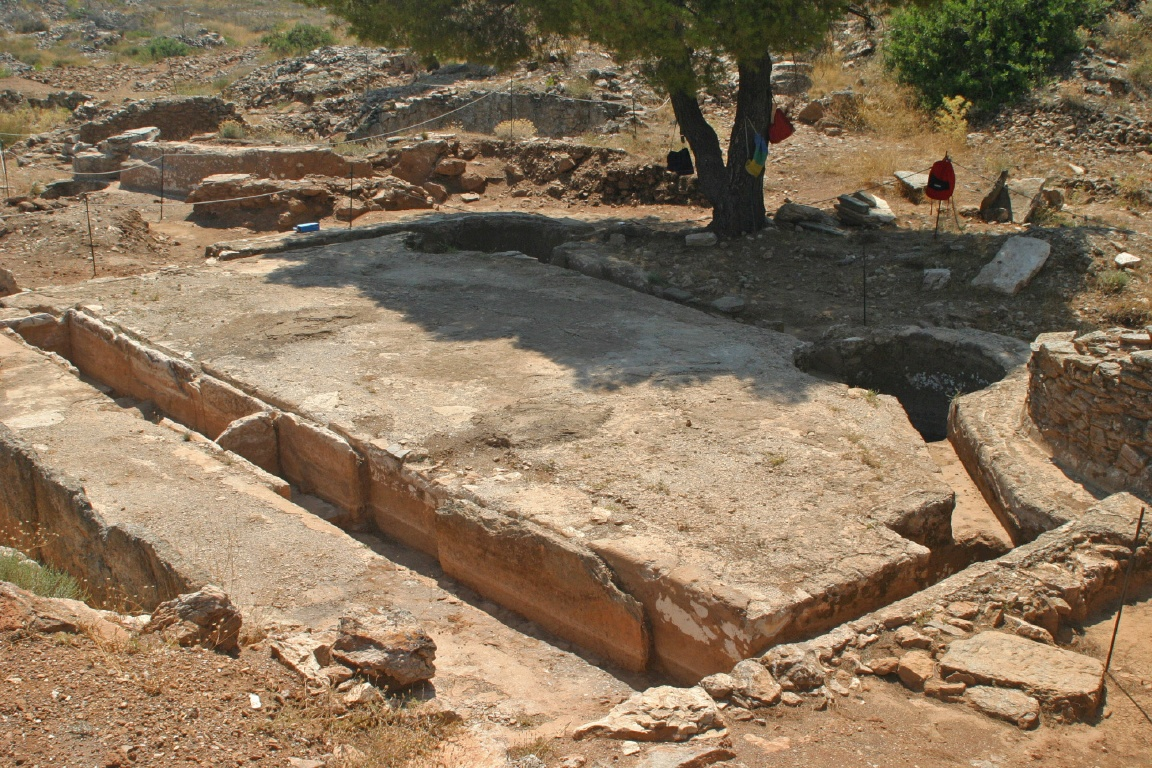
Area di lavaggio del minerale, nelle miniere del Laurio.

Altre ipotesi sono state avanzate per spiegare il funzionamento di queste tavole di lavaggio, senza che si sia potuti finalmente venire a capo della questione. Constantine Conophagos, come ingegnere specializzato in concentrazione di minerali, dice che la scelta di queste ultime era resa difficile dalla morbidezza della zona di lavaggio, immaginando che gli schiavi incaricati dello smistamento utilizzassero piccoli arnesi di legno (canali di legno smontabili in cui erano disposti gli ostacoli che raccoglievano le particelle metalliche) sotto i getti d'acqua provenienti dal serbatoio, in grado di concentrare il minerale come dimostrato nell'esperimento fatto. Questa ipotesi è stata però contestata: nessuna traccia di tali impianti è visibile nelle zone pianeggianti dove si sarebbero dovute trovare e "si rimane sorpresi dall'aspetto fai da te che caratterizza questa aggiunta di chiuse mobili visto che la tavola di lavaggio mostra un aspetto finito, attentamente studiato e sembra costituire un insieme coerente e completo ». Sembra da questo punto di vista che, se i lavoratori avessero sentito il bisogno di chiuse, le avrebbero realizzate in muratura, come il resto della tavola, sul modello di un'apparecchiatura di lavaggio elicoidale.
Claude Domergue alla fine considera un'alternativa, anche questa contestata da alcuni: basandosi sul fatto che gli ugelli di scarico si trovavano a una quota superiore rispetto al fondo del serbatoio, venne ipotizzato che era in quest'ultimo che la maggior parte della concentrazione si sarebbe depositata. I lavoratori, dotati di pertiche avrebbero spostato continuamente l'acqua della vasca, portando a depositarsi sul fondo della stessa le principali particelle metalliche sottili che fuoriuscendo attraverso gli ugelli venivano filtrate secondo l'assunto convenzionale.

##### Lavaggi elicoidali
Queste aree di lavaggio piane non erano le uniche ad essere utilizzate. Vi sono al Laurio quattro vestigia di impianti di lavaggio di diverso tipo, elicoidale, probabilmente contemporanee a quelle piane, ma per il trattamento di piccoli quantitativi. Esse erano costituite da un tubo di canalizzazione aperto, di sette metri di diametro, leggermente inclinato e con la parte inferiore seguita da una serie di celle. Il sedimento mescolato con acqua veniva versato all'inizio del circuito; gradualmente mentre scendeva lungo il tubo, le particelle inorganiche contenute nella miscela, in quanto più pesanti, si depositavano nei compartimenti e potevano essere rimosse, mentre i materiali più leggeri continuano il loro percorso. Situati all'interno del cerchio, gli operai mescolavano la miscela per facilitare il processo. Alla fine del circuito, l'acqua veniva riciclata allo stesso modo come nelle tavole di lavaggio piane.

##### Cisterne
Nell'ambito di una tale selezione dalla densità, era essenziale che le particelle fossero quasi tutte di uguali dimensioni, da qui l'importanza della calibrazione ottenuta in anticipo durante la macinazione. Date le grandi quantità di acqua necessarie per il lavoro, e la sua rarità nel Laurio, era anche necessario semplificare la gestione. Questo avvenne subito, in aggiunta ai servizi menzionati sopra tendenti a non perdere l'acqua utilizzata dalle fabbriche evitandone per quanto possibile l'evaporazione.
Ciò richiedeva innanzitutto di raccogliere più acqua piovana (le sorgenti erano rare) per alimentare molti impianti di lavaggio durante tutto l'anno (si è calcolato che ci volevano circa 1000 m3 di acqua all'anno per alimentare un impianto di lavaggio di medie dimensioni), costringendo a moltiplicare serbatoi, circolari o rettangolari. L'acqua piovana veniva incanalata in queste opere da loro costruite nelle valli. Questo è il motivo per cui si trovavano a diverse centinaia di metri di distanza e, insieme con le aree di lavaggio a cui erano collegate da una tubazione coperta, formavano una rete collegata da un canale centrale. Questi serbatoi di varie dimensioni (da 100 a 1000 m3), erano o in muratura o inseriti in una cavità naturale della roccia. Erano tutti rivestiti da uno strato impermeabile dello stesso tipo, ma più spesso di quello degli impianti di lavaggio: era essenziale che l'acqua non potesse sfuggire all'uso al quale era destinata disperdendosi nel terreno. Questi serbatoi erano generalmente preceduti da bacini più piccoli (da 2 a 5 m3) dove l'acqua si liberava delle impurità per decantazione e una volta depurata, rientrava nel serbatoio attraverso una condotta situata nella parte alta del bacino. Infine, per evitare che il calore estivo provocasse l'evaporazione dell'acqua immagazzinata, le vasche venivano coperte con un tetto di tavole.

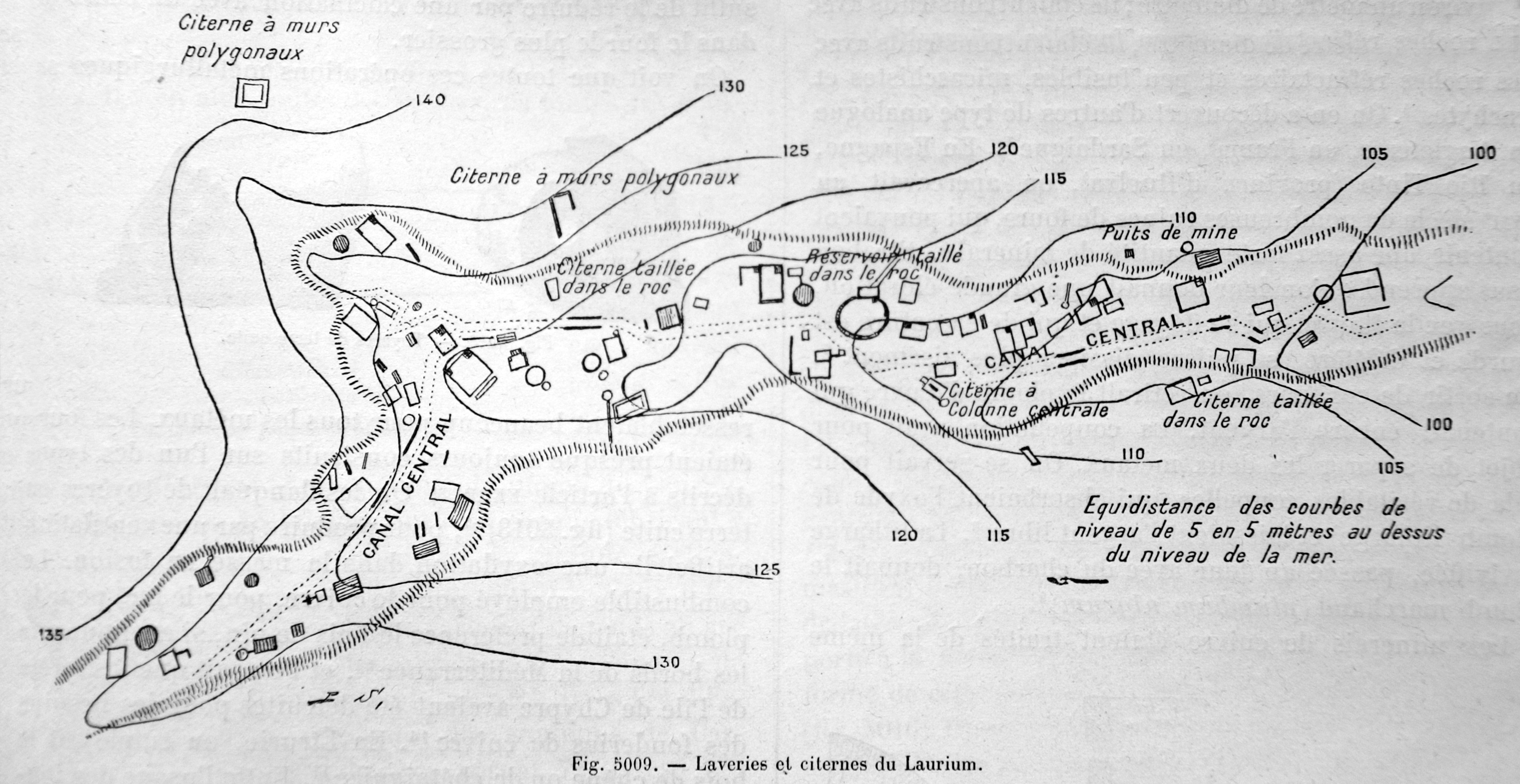
Successione di cisterne e aree di lavaggio in una valle del Laurio (Val Botzaris).

### Trattamento metallurgico

#### La separazione del piombo
Una volta preparato meccanicamente, il minerale doveva essere sottoposto alla lavorazione metallurgica, in un luogo specifico: non sono noti esempi archeologici di riunione delle due operazioni in una sola ergastèria. Il minerale preparato veniva posto in forni ('kaminoi' ') di un metro di diametro e alti dai tre ai quattro metri, realizzati con blocchi di rocce refrattarie o poco fusibili (micascisti, trachite). Il loro numero era relativamente piccolo ed erano concentrati in zone molto distanti dalle miniere, raggruppati in coppia, come dimostra il fatto che il termine 'kaminoi' ("forno") appare soltanto 6 volte contro le 83 della parola ergasterion ("lavatoio") quando si tratta di delimitare le concessioni. Venivano solitamente realizzati affiancati, appoggiati ad un terrapieno che dava accesso alla canna fumaria del forno, nella quale veniva versato, alternativamente, uno strato di minerale e uno strato di combustibile (carbone di legna) stimolando la fusione per mezzo di un mantice in cuoio.
La combustione richiedeva grandi quantità di legname (come tale o sotto forma di carbone, che aveva il vantaggio di possedere una potenza termica una volta e mezza maggiore di quella del legno secco): erano necessarie cinque tonnellate di legno per trattare una tonnellata di minerale (tale quantità di legno corrisponde all'incirca alla produzione di cinque ettari di macchia mediterranea). Le poche foreste che c'erano nel Laurio in quell'epoca, vennero drasticamente ridotte per l'eccessivo sfruttamento, e ovviamente non erano sufficienti a garantire la produzione, per cui divenne presto necessario ricorrere all'importazione, con la conseguente creazione di importanti rotte commerciali verso Atene per il trasporto di grandi quantitativi di legname destinato alla combustione. Così si può spiegare il graduale spostamento delle fonderie sulla costa, vicino al porto, dove attraccavano le navi cariche di legno provenienti dalla Macedonia, dal Ponto o dall'Eubea, in particolare da Torico.
Quando la combustione era sufficientemente avanzata, veniva aperto il foro rubinetto alla base del forno e da esso colava, in forma liquida, il minerale di piombo argentifero miscelato al resto dei componenti. Raffreddando, veniva suddiviso in due strati solidi, metallo e scorie. Tali scorie, pur contenenti ancora il 10% di piombo, venivano scartate a causa della potenza di fuoco elevata necessaria ad estrarre altro minerale prezioso, dato che una tale operazione avrebbe dato una bassa resa. Soltanto dopo l'esaurimento delle miniere, in epoca augustea, si decise di sfruttare queste scorie. Gli ammassi di scorie ottenute da questa nuova fusione contengono solo il 2-3% di piombo, contro l'8-10% delle vecchie scorie, il cui sfruttamento fu l'attività principale delle società minerarie che "riscoprirono" il Laurio nel XIX secolo.

#### Coppellazione e modellatura di piombo e lingotti d'argento
A quel punto occorreva estrarre dal piombo la quantità d'argento in esso contenuta: in media, 3-4 chilogrammi di argento per una tonnellata di piombo. A questo scopo, il piombo doveva subire un nuovo passaggio in forno per separare i due metalli. Tale trattamento, detto coppellazione, avveniva di solito nelle vicinanze. Il metallo veniva posto in una tazza (coppella) in argilla refrattaria, al centro di un forno con cupola in argilla. Intorno alla coppella contro le pareti interne del forno, veniva posto del carbone di pino d'Aleppo acceso, la cui combustione veniva mantenuta costante da soffietti di pelle terminanti con un ugello; il calore riflesso dal soffitto consentiva di riscaldare indirettamente il contenuto della coppella. A questa temperatura, compresa tra 880 e 960 gradi centigradi, e grazie all'eccesso di ossigeno, il piombo si ossidava in litargirio (lithargyros), raggiungendo la sua temperatura di fusione e colando attraverso un canale. L'argento, inossidabile a queste temperature (fonde a 960 °C), rimaneva nella coppella e veniva raccolto per essere fuso in lingotti di varie forme, non senza aver subito un nuovo trattamento dello stesso tipo per meglio affinarlo (l'operazione permetteva di ridurre la presenza di metalli non preziosi dal 10 all'1 o 2 %). Questo lungo processo consentiva di ottenere un argento molto puro, ad un titolo di oltre il 99%, che fece la reputazione delle tetradracme di Atene: Aristofane disse che era "la più bella di tutte le valute e sembra l'unica dal conio perfetto e dal suono legale ». L'argento veniva utilizzato anche per fare una moltitudine di oggetti della vita quotidiana (stoviglie, vasellame, coppe, statuette, gioielli, armi, e altro ancora.).

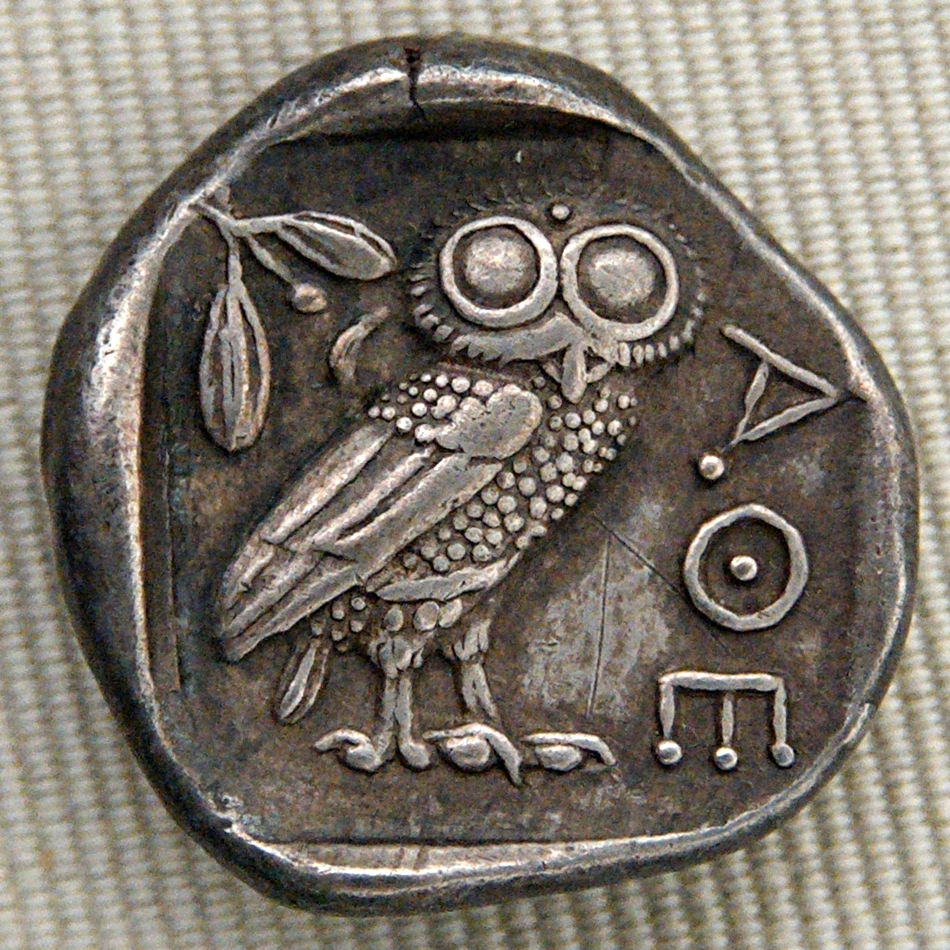
Tetradracma d'argento, circa 450 a.C. Gabinetto delle medaglie della Biblioteca nazionale di Francia.

Per quanto riguarda il piombo, veniva recuperato dagli operai metallurgici reinserendo in forno il litargirio, facendogli perdere il suo ossigeno. Veniva poi fuso in "forme" di quindici chilogrammi. Gli usi di questo piombo, erano numerosi. Serviva alla sigillatura delle borchie di ferro o di bronzo che garantivano il bloccaggio dei massi con cui erano fabbricate le fortificazioni del Pireo, per esempio, o degli edifici pubblici come quelli dell'Acropoli di Atene. Il piombo veniva utilizzato anche per costruire i tubi dell'acqua (ne sono stati trovati molti a Delo, che trasferivano l'acqua dal tetto ai serbatoi) ma anche per gli oggetti della vita quotidiana: vasi, lampade, pesi, ancore e altro ancora. Veniva spesso ricoperto da una patina di metallo prezioso (oro o argento). Lo stesso litargirio veniva usato come pigmento giallo, come medicina o cicatrizzante. Plinio il Vecchio sottolineava che «la schiuma d'argento più preziosa è quella dell'Attica ». Complessivamente, la produzione di piombo rispondeva alla domanda del tempo, come sembra indicare il suo bassissimo costo al chilogrammo, e il fatto che ne sono stati trovati ampi resti nelle officine, anche sotto forma di lingotti di litargirio, suggerendo che "gli antichi non erano obbligati, per sostenere i bisogni del commercio, a sfruttare al massimo la capacità di produzione ».
In tempi antichi, la produzione totale mineraria del Laurio era stimata, con un ampio margine di errore, in 3 500 tonnellate d'argento e 1 400 000 tonnellate di piombo. Molti storici hanno tentato, con diversi metodi di calcolo, una stima della produzione annua media delle miniere d'argento al momento della loro piena valorizzazione. Essi si basano su una stima della produzione di monete d'argento (Alain Bresson) sul rendimento della produzione dei giacimenti (Constantin Conophagos) o sui costi operativi (Christophe Flament), sottolineando l'importanza di questa produzione. Tuttavia, le stime annuali di produzione di argento variano notevolmente da 15 tonnellate (566 talenti), secondo Alain Bresson, 20 tonnellate (770 talenti) secondo Constantine Conophagos e 26 tonnellate (1000 talenti) secondo Christophe Flament. Dal Laurio, in ogni caso, scaturivano ogni anno delle entrate (principalmente private) pari o superiori a quelle "che più o meno, la città percepiva dal tributo degli alleati » che all'epoca di Pericle era di 600 talenti.

## Le miniere del Laurio al cuore dell'economia ateniese

### Una fonte di ricchezza per gli ateniesi

#### Per i concessionari
Per i concessionari, le miniere erano un'attività potenzialmente molto redditizia, anche se la redditività non era garantita, come sottolineato dal Contre Phénippos: «Nelle miniere d'argento [...] , ho guadagnato grandi somme, lo ammetto; ma oggi, ho perso quasi tutto ». I numerosi discorsi di oratori, dei quali disponiamo, risalenti al IV secolo a.C. e che evocano le miniere nei processi civili permettono di avere una chiara idea sugli investimenti e i grandi profitti guadagnati dagli imprenditori minerari: ad esempio, Panténètos non pagava meno di 9 000 dracme alla città per la concessione di cui disponeva nel 345-344 a.C. e le denunce del Contre Phénippos, anche se aveva ereditato dal padre una piccola fortuna di 4.500 dracme, si ritrovava, «dopo aver fatto grandi profitti nelle miniere d'argento », nella lista dei trecento ateniesi più ricchi costretti alla liturgia. Allo stesso modo si apprende da Pour Euxénippe d'Iperide che il suo sfruttamento delle miniere aveva fruttato 300 talenti in tre anni a Epicrate di Pallene e ai suoi soci, se si crede al sicofante che ne ha denunciato la legalità. Altro esempio: Difilo condannato su istigazione di Licurgo per aver abbattuto dei pilastri di sostegno di una galleria, aveva ottenuto una fortuna di 160 talenti secondo Plutarco.
I concessionari, in generale, non si accontentavano di estrarre il piombo argentifero, ma investivano per controllare l'intero processo di estrazione e lavorazione del minerale, compresa la produzione finale di piombo e di lingotti d'argento, e diventavano proprietari di officine di superficie ("ergasterion') che erano un investimento a lungo termine, dato che il loro valore poteva essere molto elevato: Panténètos dovette prendere in prestito 10 500 dracme per l'acquisto di un laboratorio e di trenta schiavi. Essi servivano anche come garanzia per i prestiti come indicato in sei documenti ipotecari trovati sul territorio del Laurio.
Infatti, se il sottosuolo era di proprietà inalienabile dello Stato ateniese, la terra delle miniere era rimasta proprietà privata, come le strutture di superficie (impianti di lavaggio, laboratori metallurgici) che si trovavano lì: sulle steli dei poleti, i forni citati sono tutti di proprietà privata. Così, i concessionari cercavano di ottenere la proprietà dei terreni corrispondenti alla loro concessione per costruire degli ergasterion, o, in mancanza a noleggiare degli ergasterion costruiti da altri: Philippe Gauthier ha scritto che la costruzione di laboratori di lavorazione del minerale da parte dei proprietari dei terreni di superficie, per poi affittarli ai concessionari, era economicamente più logica rispetto ad investimenti di sostegno fatti da parte dei concessionari stessi, dati i costi da un lato e la durata relativamente breve delle locazioni..

#### Per i proprietari degli schiavi

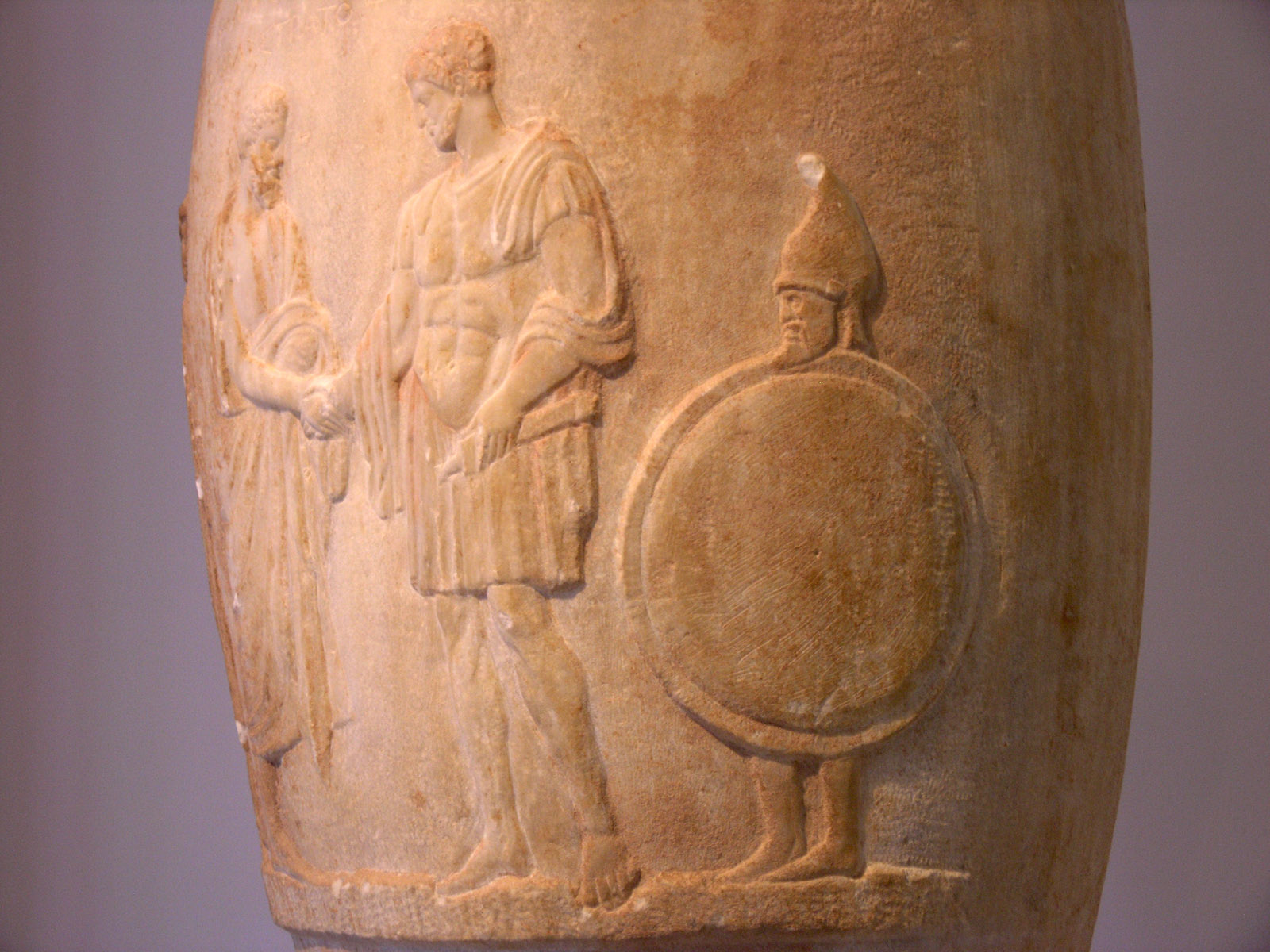
Loutrophoros funerario, a destra un giovane schiavo porta lo scudo e il casco del suo maestro, 380 - 370 a.C., Museo Archeologico Nazionale di Atene

Le miniere, all'epoca, erano un'altra fonte di reddito per gli ateniesi, nella misura in cui, nella maggior parte dei casi, gli schiavi che vi lavoravano appartenevano a persone che li affittavano ai concessionari, in media per un obolo per persona al giorno, o 60 dracme all'anno. Tuttavia, se il valore di uno schiavo variava notevolmente a seconda della sua competenza, il prezzo medio di acquisto era tra le 150 e le 200 dracme: così, i trenta schiavi di Panténètos che lavoravano nel suo ergasterion valevano 4500 dracme, 150 dracme ciascuno. Questa tipologia di affitto era chiaramente una delle attività preferite ad Atene: l'acquisto di uno schiavo relativamente competente, costato 200 dracme, si ammortizzava in tre anni e quattro mesi. Di conseguenza, alcuni ricchi ateniesi, come Nicia, si specializzavano in questo tipo di investimento, che non necessitava possedere un gran capitale come dimostrato nell'esempio di Dioclide, il denunciante dello scandalo delle erme, che aveva "nelle miniere del Laurio uno schiavo da noleggiare ». Qualche anno dopo, Senofonte suggeriva, senza essere ascoltato, che la città avrebbe dovuto investire in un gran numero di schiavi (tre per ogni cittadino) che, dati in affitto alle miniere, avrebbero potuto garantire ad ogni cittadino un reddito regolare.
Affittare i propri schiavi a dei concessionari era ancora più redditizio in quanto quest'ultimo s'impegnava a mantenere gli schiavi affittati "poiché doveva mantenerli (cibo, vestiario, alloggio) ad un costo di (2-3 oboli al giorno per schiavo), dovendo sopportare anche tutti i rischi ». Senofonte, sempre a proposito di Nicia, disse che aveva dato in affitto i suoi schiavi a un concessionario "a condizione che questi gli pagasse un obolo netto al giorno per schiavo e mantenesse sempre questo numero al completo »: qui vediamo che l'affittuario accetta di restituire lo stesso numero di schiavi al termine del periodo di noleggio, sostituendo se necessario, con nuovi schiavi quelli che avrebbe "perso". Quindi, se questo tipo di investimento non permetteva di considerare importanti vantaggi sull'investimento minerario vero e proprio, era di contro di una sicurezza infallibile, a meno che la domanda di schiavi in affitto non fosse troppo bassa, nel qual caso "avrebbe dovuto tenere per un tempo più o meno lungo gli schiavi disoccupati e quindi improduttivi ».
Dati i numerosi doveri del locatario, ci si può chiedere quale sarebbe l'interesse ad essere locatario piuttosto che proprietario di schiavi. Infatti, il vantaggio principale del sistema era la sua flessibilità. I cantieri necessitavano, in realtà, di una quantità variabile di lavoratori: lo scavo del pozzo, necessario prima di qualsiasi operazione di sfruttamento della miniera, era un lavoro lungo, ma che non poteva impiegare che un numero limitato di lavoratori. Durante questa operazione, avere un gran numero di schiavi disoccupati avrebbe potuto essere particolarmente dispendioso. "Inoltre, la perdita sarebbe stata molto grave se lo scavo, mal condotto, non avesse incontrato il giacimento metallifero ». Lo sfruttamento di quest'ultimo, successivamente, richiedeva anche un numero variabile di schiavi, in base alla sua consistenza. Per questo "i concessionari, attorno ad nucleo di schiavi, ben addestrati, di loro proprietà, raggruppati secondo le esigenze del momento, avevano un numero variabile di operai che venivano presi in affitto », permettendo loro di non fare investimenti troppo pesanti prima di essere certi di avere trovato un filone redditizio.
I pochi schiavi di cui i concessionari erano proprietari costituivano un bene prezioso che poteva essere venduto o dato in pegno: Panténètos vendette, assieme al suo laboratorio di lavorazione del minerale, trenta schiavi che vi lavorano, ed esistono diversi esempi di iscrizioni ipotecarie sugli schiavi impiegati..

### Una fonte importante di reddito per la città
Per spiegare la vittoria dei Greci, in particolare degli ateniesi, di fronte a Serse, durante la seconda guerra persiana, Eschilo in Persiani, evoca tre ragioni: tecnica militare (falange oplita), organizzazione politica (democrazia) e "una fonte di denaro, un tesoro fornito dalla terra." E ovviamente si riferisce alle miniere del Laurio, in quanto hanno assicurato alla città di Atene una posizione di forza nel mondo dell'Egeo sempre monetizzata e le cui miniere principali di argento-piombo erano in Attica. Lo Stato ateniese, proprietario del sottosuolo della città, percepiva importanti somme di denaro dallo sfruttamento delle miniere da parte dei concessionari.
Se appare chiaro che le entrate più importanti - in ogni caso, quelle su cui noi siamo meglio informati - sembra fossero legate ai canoni di locazione pagati dai concessionari, era preoccupazione della città vietare l'estrazione mineraria senza una preventiva dichiarazione di inizio attività, gli storici, tuttavia, hanno grandi difficoltà a comprendere in che modo lo Stato ateniese riscuotesse, a suo beneficio, una quota della ricchezza prodotta nelle miniere del Laurio. In questo contesto, l'osservazione di Edward Ardaillon del 1897 ("La questione del canone pagato dai commercianti è senza dubbio la più difficile e la più oscura di tutte quelle relative alla legislazione mineraria degli ateniesi ») resta valida e può portare il lettore a trascurare questo problema complesso.

#### Prima di tutto: registrazione delle concessioni sulle stele dei poleti
Il sistema di aggiudicazione delle concessioni minerarie ci è noto dal IV secolo a.C., ma è probabile che questa riorganizzazione, fatta da Callistrato, negli anni 370/360 a.C., differisca da quella esistente nel V secolo a.C.. Gli storici si basano essenzialmente su un passaggio della Costituzione degli Ateniesi di Pseudo Aristotele e d'altra parte, su delle iscrizioni del IV secolo a.C. ritrovate in occasione degli scavi archeologici dell'Agorà di Atene, le «tavole dei poleti» o diagraphai. Su questi registri, posti sull'agora alla vista di tutti, dei magistrati specializzati, i poleti, per ogni pritania (come nel 367/66 a.C.), più spesso solamente nel corso delle due prime pritanie dell'anno, registravano le concessioni minerarie accordate dalla città ai concessionari per una durata e somma determinate. Infatti, la città era l'unica proprietaria del sottosuolo, e i testi di Aristotele (e di altri oratori, tra cui gli oratori ateniesi del IV secolo a.C.) parlano di "vendita" e "acquisto" di attività minerarie, non della miniera stessa che viene assegnato dallo Stato, ma solo della possibilità di sfruttamento, per un periodo di tempo determinato e senza la possibilità di sub-affittarla.
La più antica stele di marmo trovata, e l'unica completa, data al 367/66 a.C.; ne sono state trovate altre 38, allo stato di frammenti, che riguardano il IV secolo a.C. fino al 300/299 a.C.. Ogni volta vi si trova scritto: il nome della miniera, ispirato da una divinità o un singolo carattere, il demo in cui si trovava, i confini della concessione, e quindi il nome del concessionario e la somma pagata per ottenere lo sfruttamento della miniera.

#### Le diverse categorie di contratti d'affitto di estrazione mineraria
I poleti precisavano spesso (ma non sempre) il tipo di concessione mineraria in questione: a partire dagli anni cinquanta, molti storici hanno messo in dubbio il significato delle diverse categorie amministrative, senza raggiungere un consenso.
Le principali controversie ruotano attorno a cinque denominazioni: kainotomia, ergasimon, anasaximon, palaion anasaximon e sunkechorèmenon. Riprendendo l'ipotesi di G.G. Aperghis da Claude Domergue e Christophe Pébarthe.
Una miniera kainotomia corrispondeva ad una «nuova realtà »: si trattava di una nuova esplorazione, con l'apertura di una nuova miniera, registrata, ma non era limitata nel tempo e non richiedeva alcun pagamento di denaro alla città fino a quando il concessionario non avesse scoperto del minerale. Dal momento in cui gli scavi avessero consentito l'accesso a un deposito di argento-piombo, la categoria cambiava in miniera e diventava ergasimon. Il concessionario poteva continuare ad operare la miniera per un breve periodo (3 anni), contro il pagamento di 150 dracme. Al termine di questo contratto di tre anni, la concessione diventava anasaximon: veniva messa all'asta e assegnata al miglior offerente per un periodo fino a dieci anni. A conclusione di questo nuovo contratto di locazione, se la miniera non veniva nuovamente affittata, veniva abbandonata e diventava palaion anasaximon fino alla ri-locazione con quel nome, sempre all'asta il cui prezzo di partenza avrebbe dovuto andare da 20 a 150 dracme a seconda della redditività prevista. Il termine sungkéchôrèmenon («miniera già data in concessione») utilizzato da Aristotele, riuniva sotto un unico termine anasaximon e palaion anasaximon, distinguendo chiaramente le concessioni da mettere all'asta da quelle in locazione (temporanea, nel quadro di un contratto di locazione di tre anni), a fronte del pagamento di una somma forfettaria di 150 dracme: le ergasima.

#### Entrate della città e registrazione dei canoni per locazioni minerarie
Se questa categorizzazione amministrativa delle miniere è importante, è soprattutto perché può essere collegata ai pagamenti a favore della città di Atene da parte dei concessionari e quindi spiegare i termini di arricchimento dello Stato ateniese in funzione delle attività estrattive.
Si dovrebbe iniziare con un'osservazione: la città di Atene raccoglieva entrate significative dalle miniere del Laurio: 100 talenti nel 483 a.C. al momento di entrata in vigore della legge navale di Temistocle e probabilmente intorno ai 200 talenti nel momento dello sfruttamento più intenso negli anni 340 a.C., o all'epoca di Licurgo. Questa importanza dei ricavi minerari nel bilancio della città è anche riconosciuta da Senofonte, il quale dice che Socrate mostrava di preoccuparsi di più delle miniere che della fornitura di grano alla città, e da Pseudo-Aristotele o Aristofane, che le inserivano prima delle entrate relative al commercio.
La questione centrale era a quali condizioni le miniere davano un importante contributo ai ricavi della città. Una risposta evidente può essere tratta dalle stele dei poleti: ogni concessione  era associata a una somma di denaro variabile, che andava da 20 a 6100 dracme. Erano per lo più importi relativamente modesti: su 74 dati, 39 contratti di locazione davano un pagamento di 20 dracme, 21 di 150 dracme, e solo quattro davano importi superiori alle 900 dracme. Perché tali importi potessero rappresentare il totale delle entrate minerarie annuali della città di Atene, era necessario che il loro pagamento avvenisse per ogni pritania, come avveniva per il diritto di superficie del grano se si crede a Demostene: con questa ipotesi di un versamento di queste somme, da parte dei concessionari, per dieci volte all'anno (l'anno greco era diviso in dieci pritanie), la città avrebbe riscosso una somma di 180 talenti, «importo che si inserisce perfettamente nell'ordine di grandezza dello studio delle finanze ateniesi del IV secolo a.C. ».
Questa ipotesi (ipotesi 1), sostenuta in particolare da Christophe Flament, è contestata da altri storici che considerano improbabili pagamenti così elevati per le concessioni minerarie: uno di 6 100 dracme rappresenterebbe l'equivalente di 101 talenti su dieci anni. Un'ipotesi alternativa si riferisce al sistema degli affitti delle terre sacre della città, con un pagamento annuo dell'importo indicato sui diagraphai (ipotesi 2). Altra ipotesi (ipotesi 3), ancora più radicale: l'importo corrispondente a ciascun contratto di locazione indicato sulla tabella dei poleti rappresenterebbe il totale delle quote da pagare alla città, il cui pagamento verrebbe eseguito per intero al momento della preparazione del contratto di locazione dividendo la somma per il numero di termini, per anno o per pritania.
Un'altra spiegazione possibile (ipotesi 4) è stata avanzata da Kirsty Shipton, e si basa sulla menzione di una tassa di cinque dracme applicata a una concessione di cui al diagraphai e sul fatto che tutte le spese indicate sono divisibili per cinque, la somma versata dal concessionario e riportata sulla stele dei poleti sarebbe calcolata moltiplicando la tassa di cinque dracme per il numero di pritanie della locazione e il numero dei concessionari eventualmente associati alla miniera. Questo sistema ci permetterebbe di contabilizzare tutti gli importi indicati nella stele: sarebbe quindi logico che le miniere ergasima, il cui contratto di locazione è stato costantemente di tre anni (trenta pritanie), portasse al pagamento totale di 150 dracme (30 X 5) e la locazione di 1 210 dracme per esempio corrisponderebbe a una miniera condotta da undici soci per un periodo di due anni e due pritanie. In questo contesto, la somma di 20 dracme pagata per più palaia anasaxima costituirebbe una tariffa forfettaria, "dati i rischi per la messa in funzione di una miniera abbandonata »

#### Altre possibilità di prelievo legate all'attività mineraria
Tuttavia, in questo caso, come in tutte le altre ipotesi, eccetto la prima, la città avrebbe dovuto avere altri mezzi per raccogliere la sua parte di ricchezza prodotta nelle miniere, poiché la somma di tutti i pagamenti annuali era tutt'altro che corrispondente al reddito che la città allora otteneva dalle operazioni di estrazione.
Prima possibilità (ipotesi 5): la quota di iscrizione indicata sulle tavole dei poleti avrebbe "valore principalmente simbolico in qualche modo recante il dominio eminente dello Stato », al quale si doveva aggiungere l'affitto della miniera, il cui importo sarebbe stato definito dal Comune o tramite asta. Ma non c'è nessuna traccia nelle fonti di tale pagamento separato.
G. G. Aperghis ha proposto un'altra soluzione (ipotesi 6): l'imprenditore minerario versava, oltre al diritto di registrazione pagato ai poleti all'inizio dell'affitto, una percentuale sulla produzione. C'è chi suggerisce che alcuni lessicografi, tra cui Arpocrazione che nel IV secolo a.C. disse che "ad Atene, nel 324 a.C., una quota delle entrate minerarie ritornava alla città". Suidas soprattutto, nel IX secolo, diceva che ad una data non precisata, la città riceveva 1/24 del guadagno delle miniere. Ma le miniere indicate da Suidas erano chiamate kainotomia, lo stesso nome indicato nelle stele dei poleti non indicando con precisione la tassa per le miniere di nuova apertura, il che lo ha portato a ritenere che questa storia rimandasse a un prelievo sulla produzione ai tempi dei romani.
Si presume che vi fossero anche altri oneri relativi all'attività estrattiva, ma sembra che esistesse una tassa sui forni per separare il piombo argentifero dalle scorie, nonché una tassa sulle monete coniate a partire dall'argento estratto (tuttavia, sembrava che in questo caso vadano prese in considerazione le spese di gestione: vedi sotto 4.4.4).

### Quadro giuridico e incoraggiamento dell'attività mineraria da parte della municipalità
Affinché i concessionari delle miniere non subissero danni, la Città applicava rigorosamente il quadro giuridico a tutte le aree pubbliche date in affitto. Pertanto, qualsiasi ritardo nel pagamento degli affitti causava la perdita temporanea dei diritti civili (atimia) e il raddoppio del debito: questo è ciò che accade a Panténètos e all'avversario di Phénippos. Inoltre, come per tutti i beni fondiari dello Stato, un'operazione clandestina o estesa oltre i confini della concessione avrebbe potuto essere denunciata: se l'accusa si rivelava giustificata, l'autore del reato era condannato all'atimia e multato del doppio del prezzo della miniera o dell'argento raccolto. Questo regolamento consisteva in una vera e propria assicurazione per la città, ma anche per i concessionari, che erano giuridicamente protetti dallo sconfinamento di un loro confinante. I poleti erano garanti del fatto che il concessionario avrebbe potuto godere della proprietà acquisita temporaneamente. 
Infatti, anche se la maggior parte dei casi legati alle miniere potevano in gran parte essere trattati secondo la legge generale, perché i prelievi imposti sulle miniere, da parte del Comune, potessero essere il più costante possibile, era necessario, data la natura insignificante degli investimenti nel settore minerario, che la città offrisse le migliori condizioni operative ai concessionari fornendo loro un quadro giuridico e normativo sicuro. Questo quadro era inserito nella "legge delle miniere" ("Nomos metallikos»), che precisava le condizioni in base alle quali le operazioni potevano essere effettuate e i problemi che consentivano il ricorso al tribunale. Demostene per conto del suo cliente Nicoboulos, nel 346-345 a.C. fece una descrizione abbastanza precisa: egli "definì con precisione dove era opportuno acquisire quote minerarie (dikai metallikai). Così concedette un'azione a colui che era stato estromesso dalla sua concessione da parte di un terzo. ». L'oratore prosegue menzionando altri casi litigiosi puniti dalla legge, senza che alcuno possa essere certo che l'elenco sia esaustivo: "affumicare la miniera altrui, penetrare a mano armata, estendere le gallerie dentro la porzione riservata ad altri concessionari»... Si era particolarmente attenti a questi ultimi casi: i limiti di ogni concessione non dovevano essere superati. Questa delimitazione molto precisa delle aziende si rifletteva nel gran numero di pozzi, a volte molto vicini l'uno all'altro: ogni pozzo probabilmente corrispondeva a una concessione differente. In profondità non era facile risalire ai confini delle concessioni seguendo una trama rigorosa, poiché nella maggior parte dei casi, alcune gallerie orizzontali non collegavano questi pozzi a volte così vicini: c'era comunque la volontà della città di prevenire qualsiasi invasione delle concessioni da parte di altri concessionari. La legge inoltre vietava formalmente di rimuovere i pilastri di sostegno delle gallerie, e stabiliva, senza alcun dubbio le rispettive responsabilità fra i concessionari associati.
Queste cause venivano trattate nel contesto di un particolare tribunale ('dikai metallikai') che giudicava dopo l'istruzione da parte degli arconti tesmoteti, attività strettamente legate alle concessioni minerarie. I ritardi erano ridotti: il processo doveva completarsi in un mese dopo l'istruzione. In realtà, ogni ritardo "poteva causare gravi danni alla gestione di una o più aziende, e poiché il godimento dei lotti era limitato a un tempo relativamente breve, era meglio non dover aspettare per mesi la fine di un processo ».
Inoltre, sempre per stimolare lo sfruttamento minerario, gli statisti ateniesi avevano consentito ai concessionari di escludere i ricavi minerari dalla base di calcolo della eisphora. Non conosciamo la priorità di queste misure evocate dal Contre Phénippos (18, 23) nel 328-327 a.C., come la possibilità di escludere il reddito delle miniere, come parte di uno scambio di fortuna (liturgia): ognuno "dichiara [i suoi] redditi accuratamente e fedelmente, tranne le aziende delle miniere d'argento che sono esenti per legge ».
Alcuni storici sottolineano la coerenza di questo insieme di misure (anche se gran parte di esse veniva applicata a tutti i beni di dominio pubblico di Atene), avviate dal Comune al fine di promuovere il settore minerario, forse per iniziativa dei ricchi, con l'intento di difendere i loro interessi al Laurio. Altri hanno anche immaginato che la profondità dei pozzi per accedere al ricco terzo contatto, "con le loro dimensioni spesso standardizzate, la loro perfetta verticalità, la loro discesa in un colpo verso il basso, [potrebbe essere stata guidata da] un piano operativo generale, studiato e sistematico » direttamente dalla città. Ma non ci sono elementi espliciti nelle fonti, che potrebbero confermare con certezza questa ipotesi.

### Miniere e produzione di moneta ad Atene

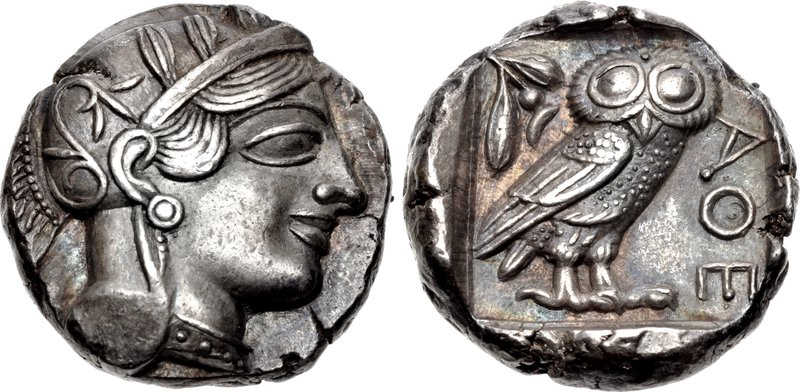
Tetradracma di Atene, coniata con minerale d'argento, dopo il 449 a.C.

Per comprendere il contributo dato dai proventi delle miniere del Laurio all'economia ateniese del periodo classico, è necessario definire il rapporto tra la produzione di argento-piombo e il conio della moneta di Atene.
Consideriamo in generale che i greci, particolarmente le leghe (etolica, achea, etc.), coniavano moneta soprattutto in contesti di guerra, per retribuire le truppe. Ora sembra che questo non fosse il caso di Atene, sia per nel periodo ellenistico che in quello classico. Infatti, nel corso della prima metà del IV secolo a.C. le coniazioni erano di piccole dimensioni, poiché nello stesso tempo la città era impegnata in diverse operazioni militari (inizialmente nel 395-386 a.C. durante la cosiddetta guerra di Corinto e quasi ininterrottamente dal 378 al 355/346 a.C.); le coniazioni ripresero, su larga scala, soltanto alla metà del secolo, quando la città aveva abbandonato le campagne militari costose per ripristinare l'imperialismo ateniese sul mondo dell'Egeo: vi fu un reale cambiamento in quest'epoca tra la coniazione monetaria e l'intensità delle azioni militari.
Dobbiamo quindi cercare un altro motivo per le variazioni nell'intensità della produzione monetaria ad Atene nel IV secolo a.C. Tuttavia, durante la prima metà del secolo, l'attività delle miniere fu scarsa come la coniazione della dracma civetta ateniese; con la coniazione della nuova moneta pi, le coniazioni divennero più intense alla metà del secolo, nello stesso momento in cui venne rilanciata l'attività delle miniere ad opera di Eubulo: appaiono quindi evidenti i legami tra moneta e produzione mineraria.
Stabilito questo collegamento, rimangono da definire i termini del conio. Secondo Alain Bresson, l'83 %, im media, dell'argento estratto era destinato alla coniazione di moneta. Questa proporzione non corrispondeva evidentemente all'insieme della tassazione imposta dalla città sulla produzione mineraria, poiché i concessionari, direttamente o tramite lo Stato, sembra inviassero alla coniazione la maggior parte dell'argento prodotto. Così potevano disporre del denaro necessario a pagare i molti costi connessi al funzionamento delle miniere, facendo così circolare la nuova produzione monetaria: «in questo schema, l'iniziativa di battere moneta potrebbe non essere stata della città, come di solito avviene, ma dalle necessità delle persone - principalmente dei gestori delle miniere - per le necessità della loro attività ». Atene non disponeva di una politica monetaria in senso moderno, preferendo contare sull'iniziativa degli imprenditori minerari, convinta come Senofonte che "il denaro non potrà mai perdere il suo valore » e di conseguenza, più si estrae dal sottosuolo del Laurio, più la comunità ne trarrà beneficio.
Come si comportarono? Presumibilmente i concessionari, dopo aver venduto parte della loro produzione ad orafi e gioiellieri, destinarono la maggior parte della loro produzione alla zecca assumendosi i costi di produzione della moneta, il che spiegherebbe il favore incontrato dalle monete ateniesi all'estero, sottolineato anche da Senofonte: lo Stato non aveva bisogno di comprare l'argento per trasformarlo in monete. In questo quadro certi storici considerano che la coniazione della moneta non si faceva ad Atene come creduto per lungo tempo, ma al Laurio, in strutture vicine agli impianti di raffinazione del metallo. Lo studio pubblicato nel 2001 a proposito della costruzione situata a sud est dell'agorà di Atene e tradizionalmente considerata la zecca ateniese (argurokopeion) ha infatti dimostrato che vi venivano coniate monete di bronzo e che era stata costruita alla fine del V secolo a.C. Se le monete d'argento non erano coniate in questo edificio, non vi è alcuna ragione per non pensare che potevano essere nelle immediate vicinanze dei forni di coppellazione dello stesso Laurio.